# Tapijnkazerne
De Tapijnkazerne is een voormalige militaire kazerne in de Nederlandse stad Maastricht. Het ongeveer 6,3 hectare grote terrein aan de rand van de Maastrichtse binnenstad was als zodanig in gebruik van 1919 tot 2010. Het terrein is vanaf 2013 geleidelijk in gebruik genomen als universiteitscampus door de Universiteit Maastricht.

## Ligging
De Tapijnkazerne ligt op een laaggelegen terrein aan de zuidzijde van het Maastrichtse stadscentrum in de buurten Jekerkwartier en Jekerdal. De westelijke begrenzing wordt gevormd door de rivier de Jeker en het Aldenhofpark; de oostelijke begrenzing door de Sint Hubertuslaan. Het terrein wordt in tweeën gedeeld door de drukke Prins Bisschopsingel. Op het noordelijk deel, grenzend aan het Stadspark Maastricht, staan de voormalige kazernegebouwen. Op het zuidelijk deel, grenzend aan het Jekerpark, ligt het voormalig sport- en exercitieterrein.

## Geschiedenis

### Maastricht garnizoensstad
Maastricht kreeg in 1567 een permanent garnizoen, nadat een jaar eerder de beeldenstorm en daarmee gepaard gaande gewelddadigheden tussen katholieken en protestanten voor veel onrust hadden gezorgd. Ook na de opheffing van de vestingstatus in 1867, bleef de stad tot 1940 garnizoensstad, alhoewel het aantal militairen al vanaf 1840 geleidelijk werd teruggebracht.
Het stadsbestuur was verantwoordelijk voor de huisvesting van het garnizoen. Aanvankelijk werden de soldaten ingekwartierd bij de burgers van de stad. Later verrezen er houten barakken, onder andere bij de Lindenkruispoort, de Tongersepoort, de Duitse Poort (Hoge en Lage Barakken), en nabij de kat Brandenburg (Jekerkazerne). Na het 'Verraad van Maastricht' (1639) en de verbanning van de franciscanen uit de stad, kreeg het geconfisqueerde Oude Minderbroedersklooster een militaire functie als arsenaal en kazerne. Na de Franse inname van Maastricht (1794) en de opheffing van de kloosters kort daarna, kregen diverse kloostercomplexen een militaire functie. Een van de grootste kazernes was van 1796 tot 1917 gevestigd in het voormalige Bonnefantenklooster.

### Bouw en uitbreiding Tapijnkazerne
De Tapijnkazerne is gebouwd in het gebied De Kommen (Maastrichts: De Koompe), tot 1867 onderdeel van het inundatiegebied in de Lage Fronten, de laaggelegen buitenwerken van de vestingstad Maastricht langs de rivier de Jeker, die bij belegeringen onder water gezet konden worden. In 1864 werd dit gebied als oefenterrein ter beschikking gesteld aan de cavalerie, die gelegerd was in de nabije Bonnefantenkazerne (in het voormalige Bonnefantenklooster). De beslissing om de nieuwe kazerne te bouwen in De Kommen, een "uniek natuurgebied", stuitte aanvankelijk op veel weerstand.
Na slechting van de vestingwerken werd hier vanaf 1916 door het Ministerie van Oorlog een kazerne met dienstwoningen voor de commandant, de hoofdofficieren en de fortificatieopzichter gebouwd. Voor de bouw van de kazerne moest een Jekerarm worden gedempt. De vroegere loop van de rivier was lange tijd terug te vinden in de vorm van een weg tussen de ziekenboeg in het noorden en de rest van het kazerneterrein. Architect was kapitein C.E. Blaauw, mogelijk Cornelis Blaauw. De als losstaande paviljoens gerangschikte gebouwen tonen een duidelijke gelijkenis met de Utrechtse Kromhoutkazerne, die in dezelfde periode tot stand kwam. Vooral de beide poortgebouwen met klokkentorens lijken sterk op elkaar.
In 1927 werd op het voorterrein van de kazerne het uit 1841 daterende monument van generaal Dibbets onthuld, dat vanwege de industriële expansie aan de noordzijde van Maastricht niet langer op zijn oorspronkelijke standplaats kon blijven. Twee jaar eerder was ook generaal Destombe korte tijd te gast op de kazerne, voordat hij definitief op het Waldeckbastion zou worden herbegraven. Tot 1934 werd de kazerne aangeduid als Nieuwe Kazerne, Kazerne in de Kommen, Infanteriekazerne of Kazerne van het 13e Regiment. In dat jaar werd de kazerne vernoemd naar de Lotharingse legeringenieur Sebastiaan Tapijn, die de verdediging van Maastricht leidde tijdens het Beleg van Maastricht (1579).
In de aanloop naar de Tweede Wereldoorlog werden op het terrein vijftien schuilkelders aangelegd en een extra munitiemagazijn gebouwd. In 1951 bleek de kazerne te klein voor de nieuwe taken die het in de periode van de Koude Oorlog moest vervullen. De uitbreidingen kwamen vooral aan de noordzijde van het terrein tot stand, onder andere een les- en logiesgebouw (1953), een nieuwe manschappenkantine (1955), een garage en een onderdelenwerkplaats. Voor eerstgenoemd gebouw moest een deel van het hertenkamp worden opgeofferd, dat sinds 1920 op een deel van het kazerneterrein was ingericht. Het gebouw werd in 1954 uitgebreid met een nieuwe officiersmess. In 1959 werd het oude badhuis vervangen door nieuwbouw.

### Gebruik Tapijnkazerne
De eerste gebruiker van de kazerne was het 13e Regiment Infanterie, dat vanaf 1913 met staf en anderhalf bataljon (zes compagnies) in de Sint-Pieters- en Bonnefantenkazerne gelegerd was. In 1919 verhuisde men naar de nieuwe kazerne. Tijdens de Eerste Wereldoorlog werd het 13e regiment ingezet ingezet om de Belgische grens in westelijk Noord-Brabant te bewaken. In de jaren 1920 werd er sterk bezuinigd op defensie, zodat alleen het opleidingscentrum in Maastricht achterbleef. Vanaf 1930 waren er weer drie compagnies gelegerd. In 1938, tijdens de Sudetencrisis, werd de bezetting van de kazerne versterkt, maar aan het einde van dat jaar werd het aantal militairen alweer teruggebracht. In 1939 werd het 125-jarig bestaan gevierd van de Koninklijke Landmacht (en de voorlopers van het 13e Regiment Infanterie) met parades en een taptoe.
Tijdens de Duitse aanval op Nederland in 1940 hadden de in de Tapijnkazerne gelegerde troepen de opdracht de Duitse opmars zoveel mogelijk te vertragen, onder andere door het opblazen van de bruggen over de Maas en het Julianakanaal. Hierbij kwamen 47 Nederlandse militairen om het leven. Van mei 1940 tot september 1944 was de kazerne legerplaats voor de Duitse bezetters. Na de bevrijding van Maastricht was de kazerne enkele maanden commandocentrum van het Amerikaanse 9e Leger.
Na de oorlog was de kazerne in gebruik achtereenvolgens als opleidingscentrum voor troepen voor Indonesië (1945-50), kazerne Regiment Mortieren Menno van Coehoorn (1950-53) en kazerne Regiment Infanterie Menno van Coehoorn en Regiment Infanterie Chassé (1953-67). In 1956 waren er ongeveer 700 soldaten gelegerd. Van 1967 tot 2007 was de Tapijnkazerne in gebruik door verbindingseenheden van AFCENT, dat zijn hoofdkwartier heeft te Brunssum. In oktober 2010 verlieten de laatste NAVO-militairen de Tapijnkazerne.

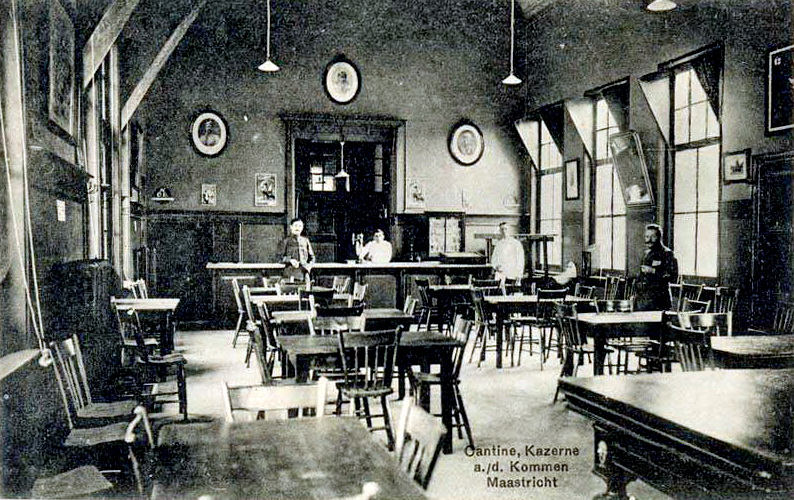
Interieur oude kantinegebouw, begin jaren 20
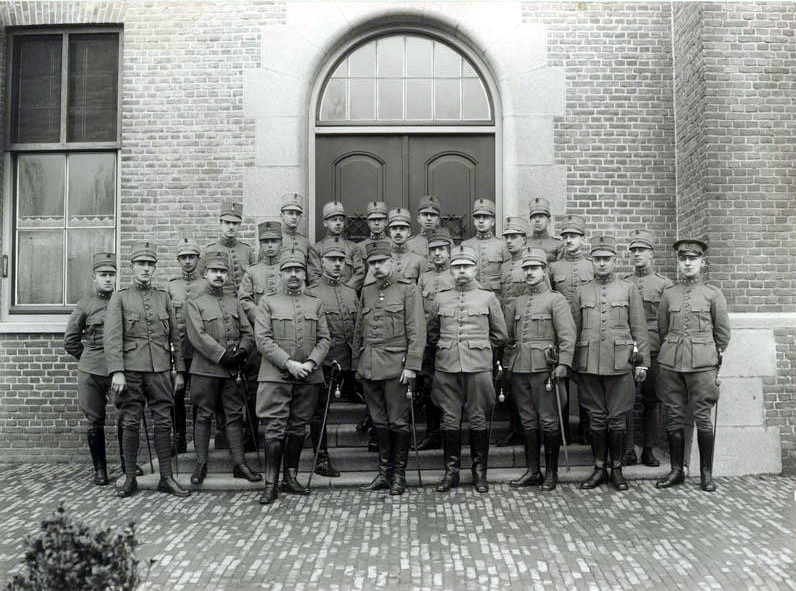
Officieren van het 13e Regiment Infanterie, 1925
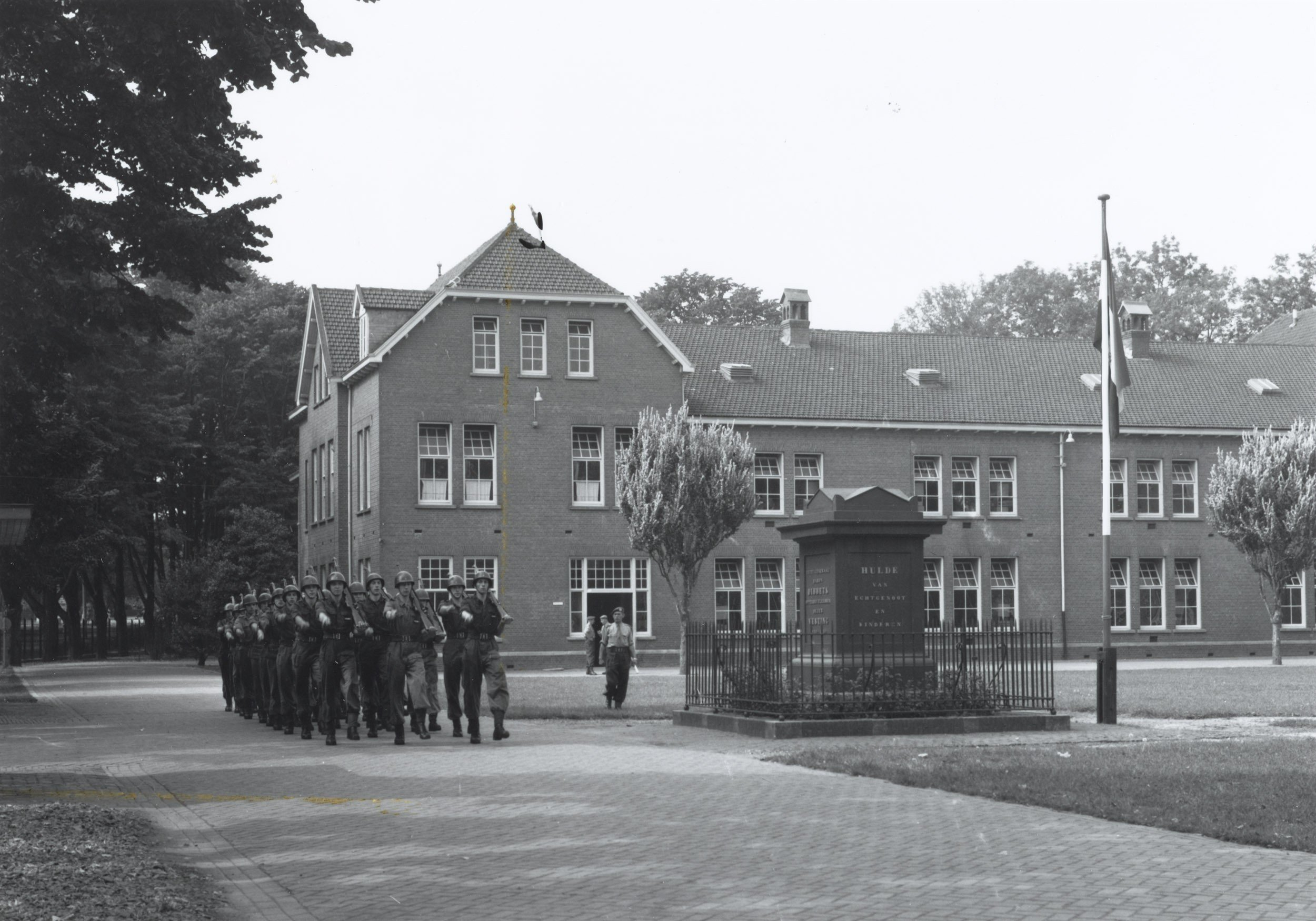
Exercitie-oefening op de appèlplaats, 1955
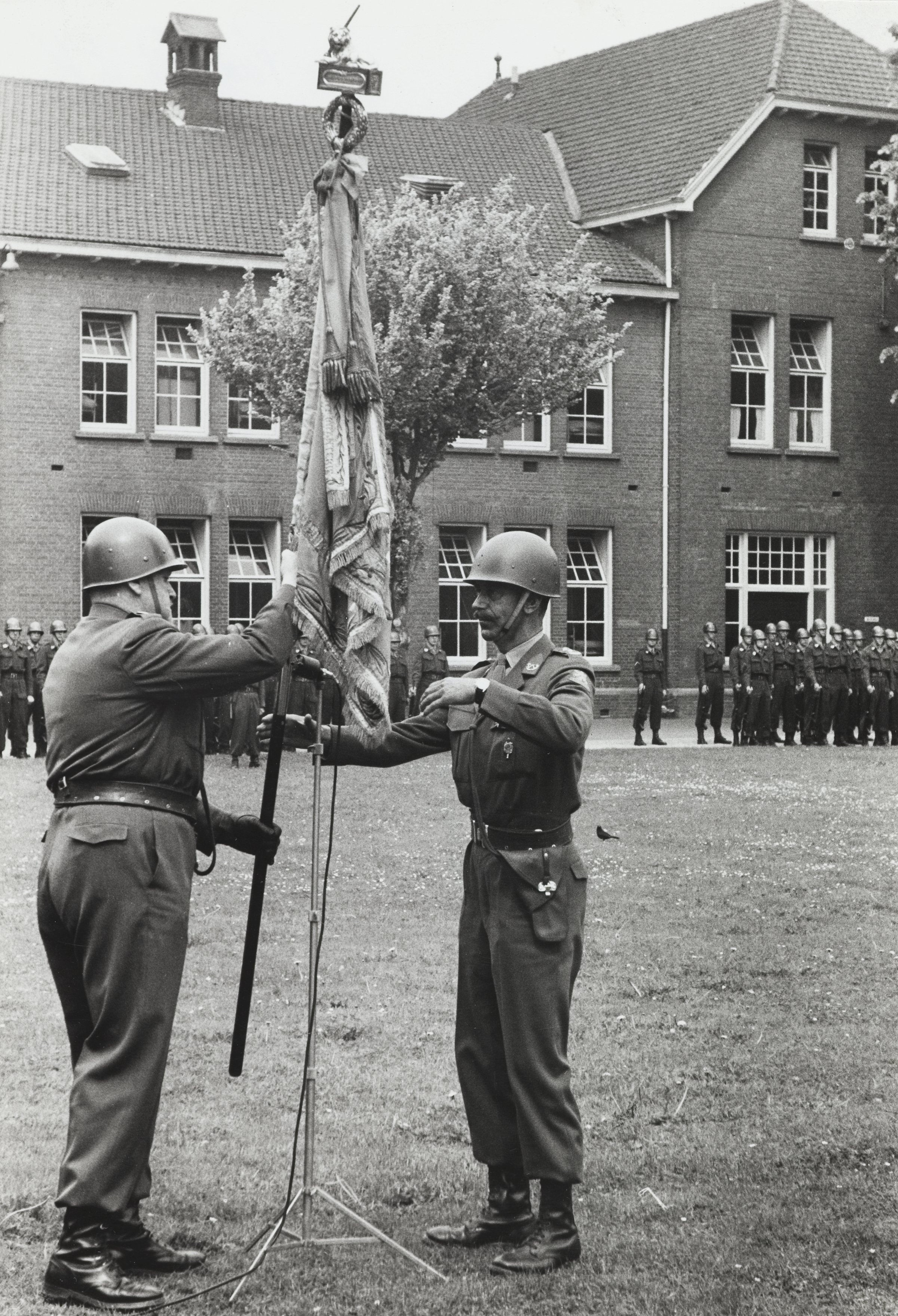
Commando-overdracht Regiment Infanterie Menno van Coehoorn, 1963
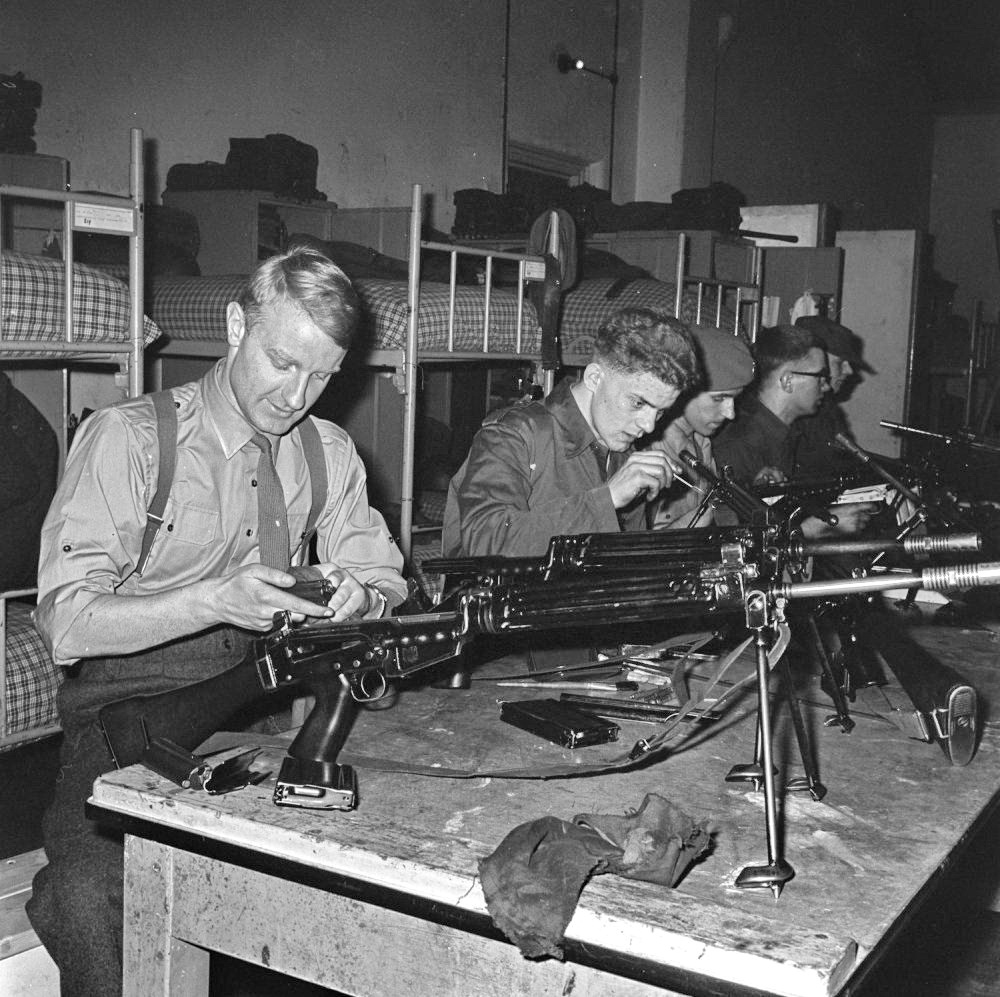
Dienstplichtige militairen onderhouden hun FN FAL, 1964

### Universiteitscampus

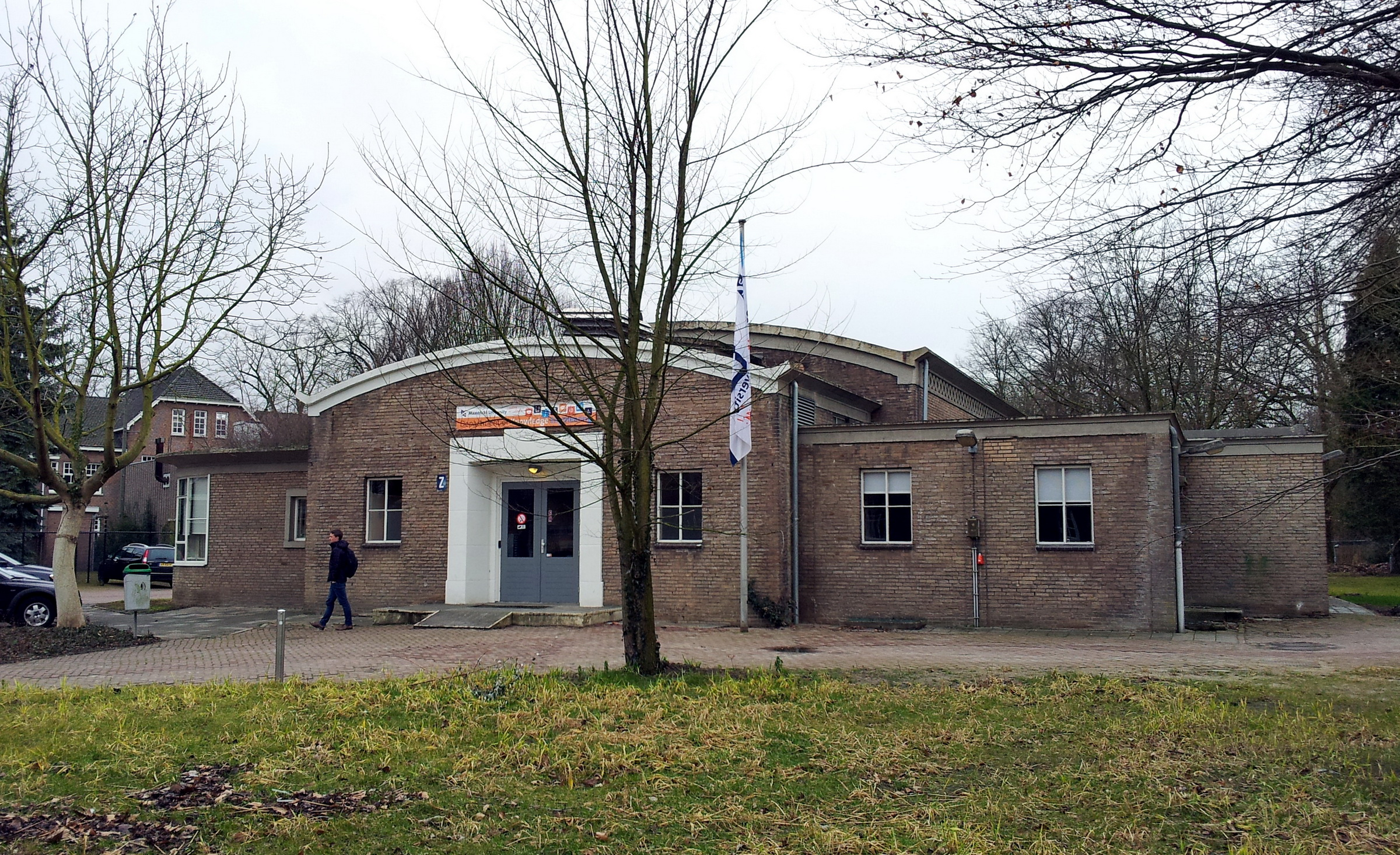
Voormalige officiersmess, tijdelijk gebouw Kennistechnologie UM

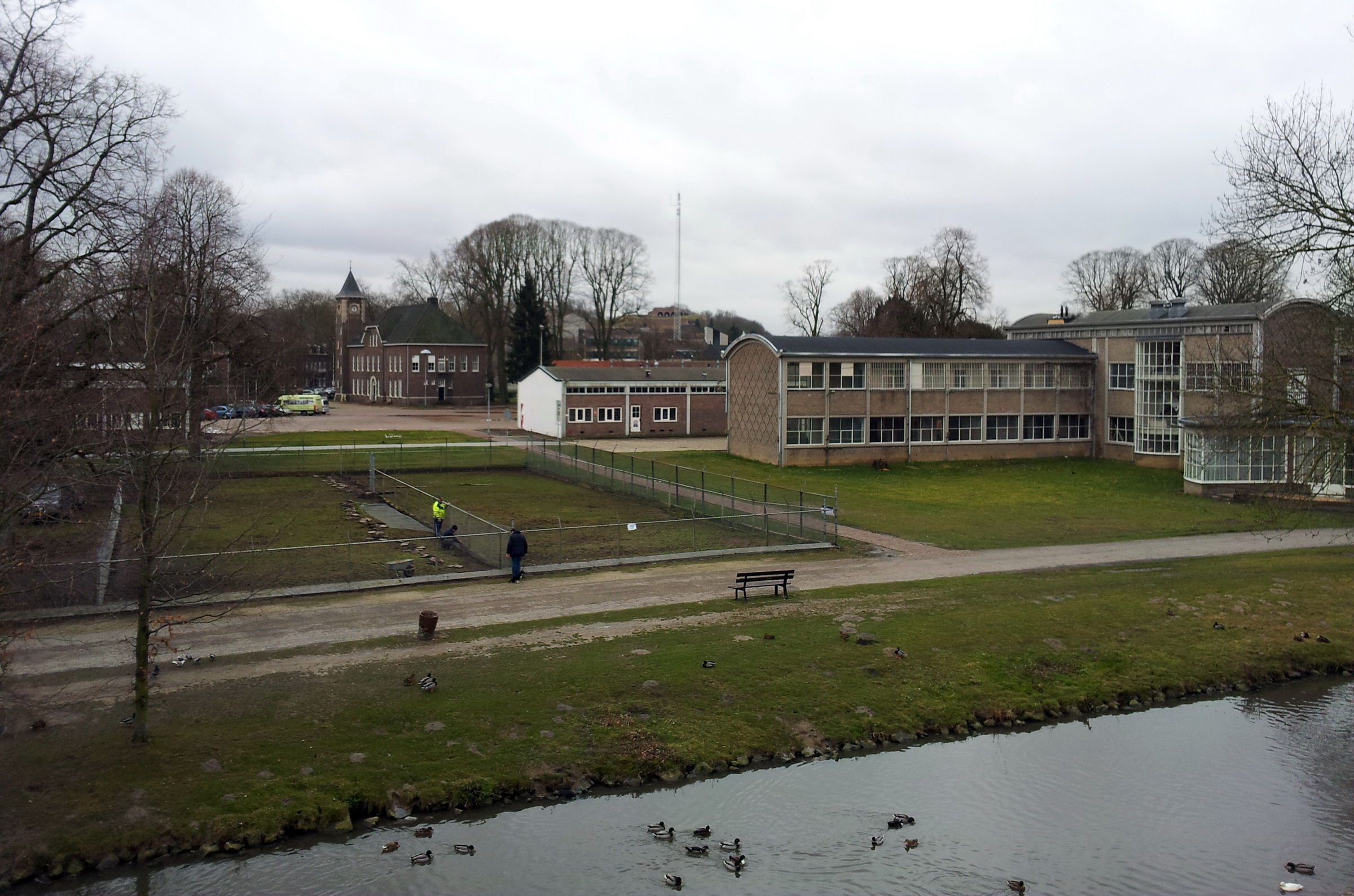
Het terrein vanaf de Nieuwenhofwal

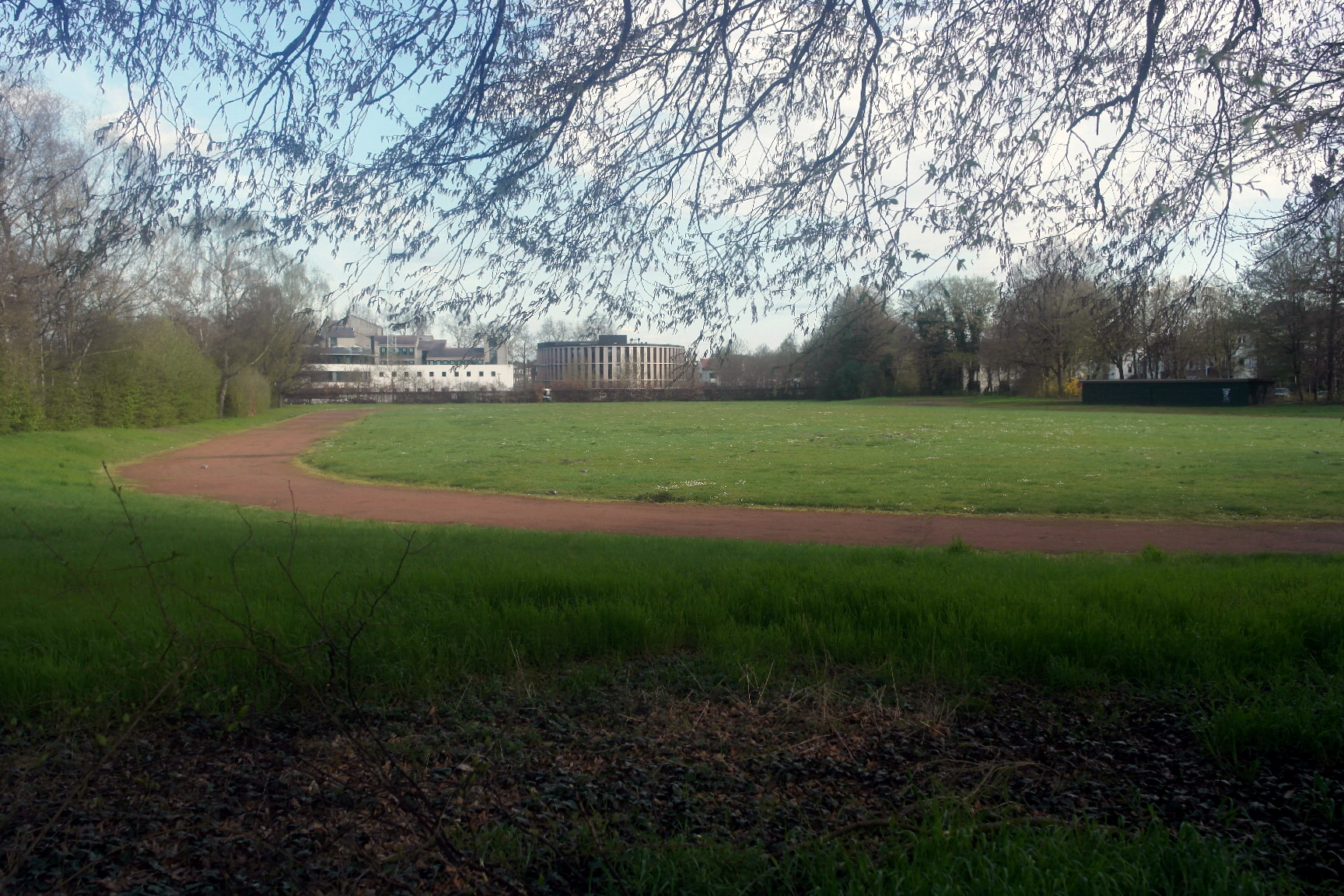
Sportterrein De Kommen

Op 1 oktober 2013 werd het terrein van de Tapijnkazerne door de Nederlandse staat overgedragen aan de gemeente Maastricht, die vervolgens een deel van de gebouwen overdroeg aan de provincie Limburg, die zich op haar beurt verplichtte deze aan te bieden aan de Universiteit Maastricht (UM). Enkele maanden eerder was de voormalige kazerne via de Crisis- en herstelwet aangewezen als flexibel project, waardoor de gemeente Maastricht meer tijd kreeg om tijdelijke gebruikers te zoeken voor de gebouwen, totdat de universiteit in staat zou zijn de gebouwen te kopen, waarvoor een termijn van tien tot vijftien jaar was gepland. Een aantal gebouwen werd antikraak bewoond. Andere gebouwen werden/worden tijdelijk gebruikt door niet-universitaire organisaties. Zo is gebouw W (de vroegere garageloods) in gebruik als toonzaal en werkplaats voor vak- en ambachtslieden van de stichting Het Werkgebouw. Loods M wordt gebruikt door het amateurkunstcollectief Tout Maastricht. In gebouw T, de vroegere manschappenkantine, is de tijdelijke Brasserie Tapijn gevestigd.
De bedoeling van meet af aan was om de negen monumentale gebouwen te behouden en deze geleidelijk door de universiteit, naar behoefte, te laten invullen met onderwijs- en onderzoeksfuncties. Aanvankelijk werd ook de mogelijkheid opengelaten voor woonfuncties. De niet-monumentale gebouwen mochten door de universiteit worden gesloopt en herbouwd. In 2015 waren diverse gebouwen op het kazerneterrein in gebruik door de UM. In gebouw Z (de voormalige officiersmess) is de opleiding Kennistechnologie ondergebracht, in gebouw X worden studenten op weg geholpen om startende ondernemers te worden en in loods V zijn flexibele werkplekken ingericht ('Tapijn Learning Spaces'). De eerste fase van de uitbreiding is in maart 2020 in gebruik genomen door onder andere de School of Business and Economics. Fase 1 bestond uit de verbouwing van het U-vormige complex rondom de voormalige appèlplaats aan de Prins Bisschopsingel, gecombineerd met een ondergrondse uitbreiding met onder andere twee collegezalen en studieruimtes, die namen kregen van het NAVO-spellingsalfabet (alpha, bravo, charlie, enz.). Doordat het gebouw energieneutraal is en door het hergebruik van sloopmaterialen en afvalglas kreeg het project het BREEAM Excellent-certificaat. Op 31 augustus 2020 werd hier het kunstwerk Screening diversity van fotografe Robin de Puy onthuld, bestaande uit een portrettengalerij op een dertig meter lang zonnescherm voor de glazen pui aan de appèlplaats. Gelijktijdig met fase Tapijn 1 vond fase Tapijn 2 plaats, de parkachtige herinrichting van het terrein tussen de te handhaven bebouwing. In fase 3 zal volgens planning in 2023 een multifunctioneel gebouw verrijzen, deels ondergronds, ongeveer op de plek van loods V, waarbij ook het oude kantinegebouw en het wachtgebouw zullen worden betrokken.

### Uitbreiding Stadspark
Het noordelijk deel van het terrein van circa 4,4 hectare is door de gemeente Maastricht, blijvend eigenaar van de grond, openbaar toegankelijk gemaakt, en wordt geleidelijk toegevoegd aan het Stadspark. Een deel van de bebouwing, met name de niet-monumentale werkplaatsen en garages, is gesloopt, evenals de stenige wegen en parkeerterreinen tussen de gebouwen. Na voltooiing is de parkengordel aan de zuidzijde van de stad vanaf de Maasoever tot aan het nieuwe Jekerpark gecompleteerd.

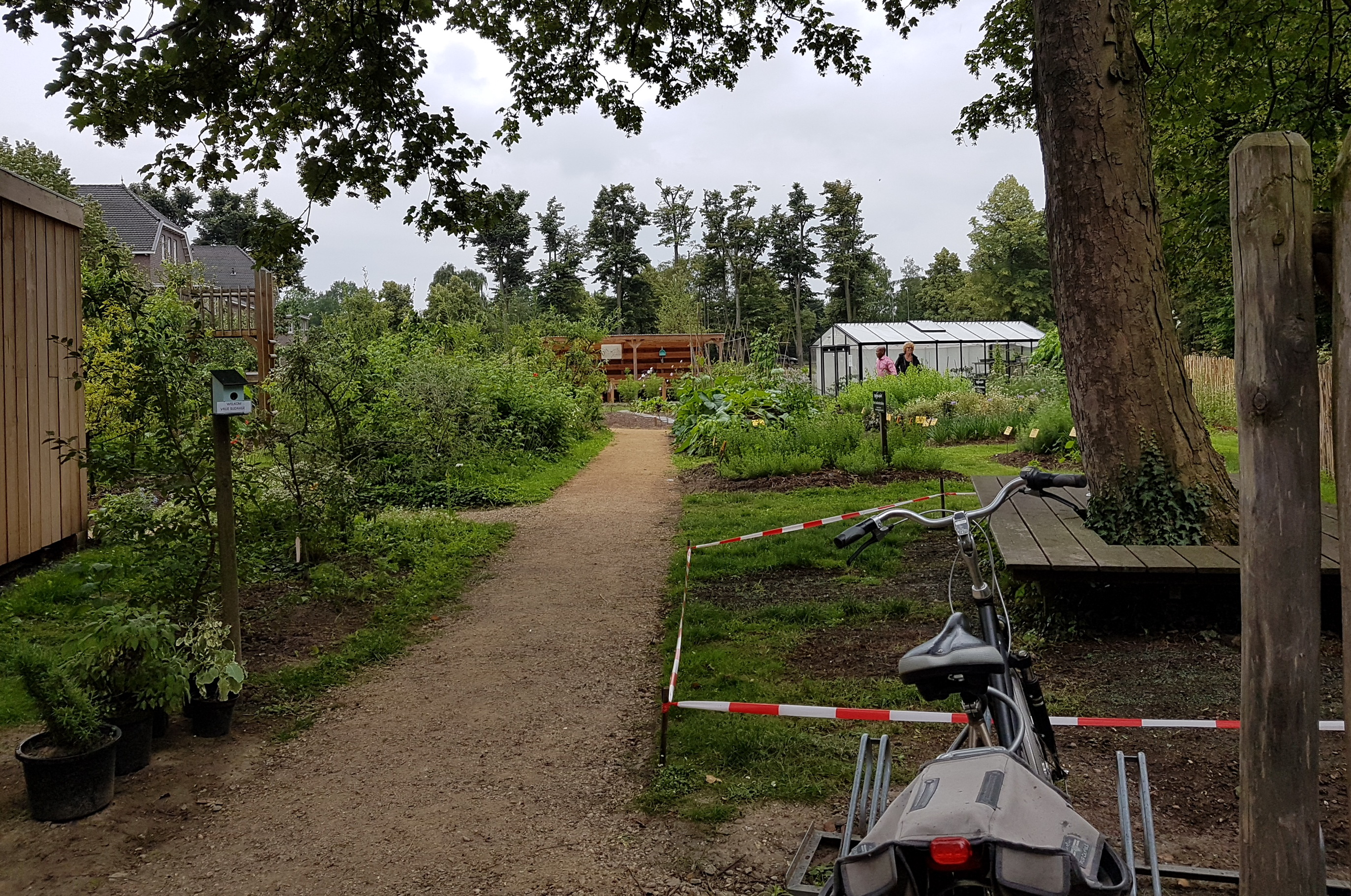
Tapijntuin voor stadslandbouw

In 2014 werden op het voormalige kazerneterrein, vooruitlopend op de definitieve inrichtingsplannen, een fietspad en enkele wandelpaden opengesteld. Eveneens in 2014 kwam in de noordwesthoek van het terrein een biologische stadsmoestuin tot stand, de 'Tapijntuin', een particulier initiatief dat in 2016 in de plannen van Bosch Slabbers Landschapsarchitecten geïncorporeerd werd. Het voornemen om een parkeergarage onder een deel van het terrein te bouwen, werd na protesten van omwonenden ingetrokken.
In 2017 werd een begin gemaakt met de herinrichting van het nieuwe parkdeel, waarbij ook de dierenweide ('hertenkamp') is vernieuwd. De damherten, moeflons en andere dieren, die tijdelijk waren overgeplaatst naar de buitenplaats Vaeshartelt, keerden in 2020 naar het Stadspark terug. De bestaande volière is in 2018 op een hardstenen rand geplaatst en opgenomen in het nieuwe 'volièrepleintje'. Hier is ook de bijzonder vormgegeven Tapijnbank geplaatst. Een andere bijzondere bank wordt op de vernieuwde brug over de Jeker geplaatst. In het park komt verder een kijkplein en een horecaplein, beide met hardstenen tribunetrappen. In 2023 moet de vernieuwing van het parkgebied zijn afgerond.
Voor het voormalige militaire sportterrein aan de zuidzijde van de Prins Bisschopsingel, ook wel 'De Koompe' genoemd, zijn nog geen duidelijke plannen. Hier vond van 2011 tot 2018 het festival Bruis plaats (vanaf 2019 op de 'stadsweide' in het Frontenpark). Er bestaan plannen om ter hoogte van de Jekerbrug aan de Prins Bisschopsingel een nieuwe (gelijkvloerse) fiets- en voetgangersverbinding tussen Stadspark en Jekerpark te realiseren, op een later tijdstip te vervangen door een brug of tunnel.

## Beschrijving gebouwen en monumenten

### Rijksmonumenten
Het kazernecomplex is ingericht met paviljoenachtige gebouwen, die alle een eigen functie hadden. Deze bouwwijze was tussen 1910 en 1940 gebruikelijk voor grotere gebouwencomplexen. De belangrijkste gebouwen zijn gerangschikt langs een noordzuidas (aan de Sint-Hubertuslaan) en een oostwest-as (aan de Prins Bisschopsingel). Op het snijpunt van beide assen bevindt zich bij de hoofdingang een wachtgebouw in traditionele bouwtrant met een markante toren op de zuidoosthoek. Het gebouw, sinds 1997 een rijksmonument, is in 1917 ontworpen door de "Kapitein Eerstaanwezend Ingenieur der Genie van het Eerste Genie Commandement te Breda", waarschijnlijk kapitein C.E. Blaauw. Het gebouw is opgetrokken in baksteen met een zandstenen lijst boven de plint, zandstenen torendecoraties en een zandstenen Florentijnse boog rond de hoofdentree. In het westelijk deel bevond zich een cellencomplex; de ramen van dit deel zijn van tralies voorzien. De vierkante traptoren met drie uurwerken heeft een ingesnoerde torenspits met een smeedijzeren windvaan in de vorm van een Nederlands wapenschild. Aan de noordgevel hangt een oude luidklok uit 1771.
Langs de westzijde van de Sint Hubertuslaan liggen drie dienstwoningen uit 1919, die alle drie in de loop der jaren zijn verbouwd en uitgebreid. Desalniettemin zijn deze (dubbele) villa's elk afzonderlijk als rijksmonument aangemerkt.

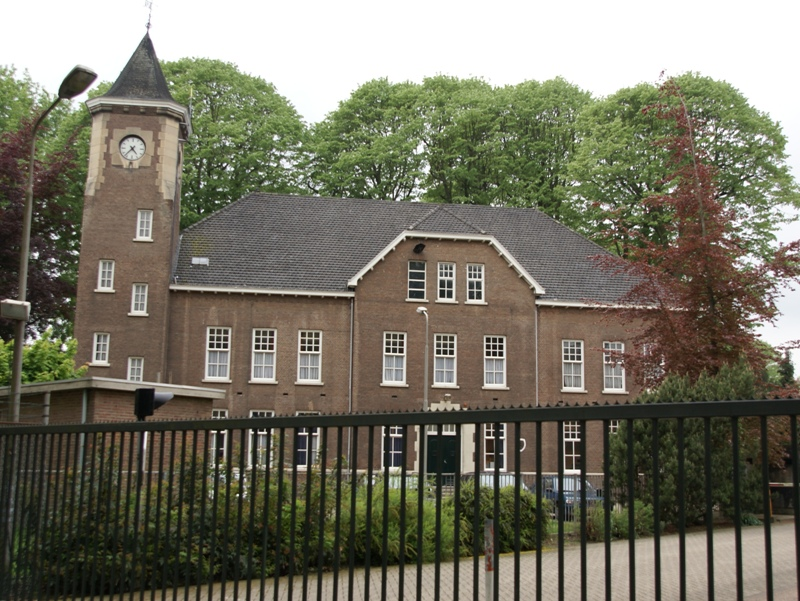
Wachtgebouw
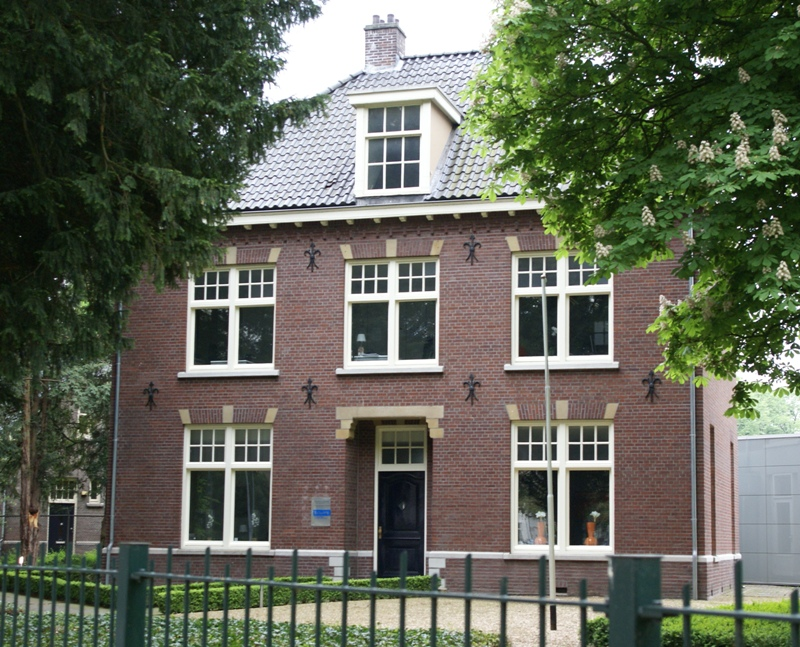
Hubertuslaan 2
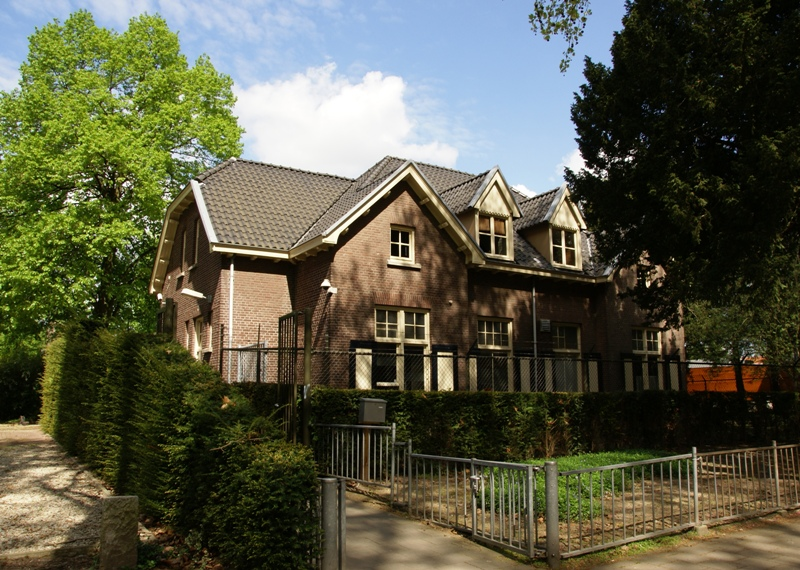
Hubertuslaan 4
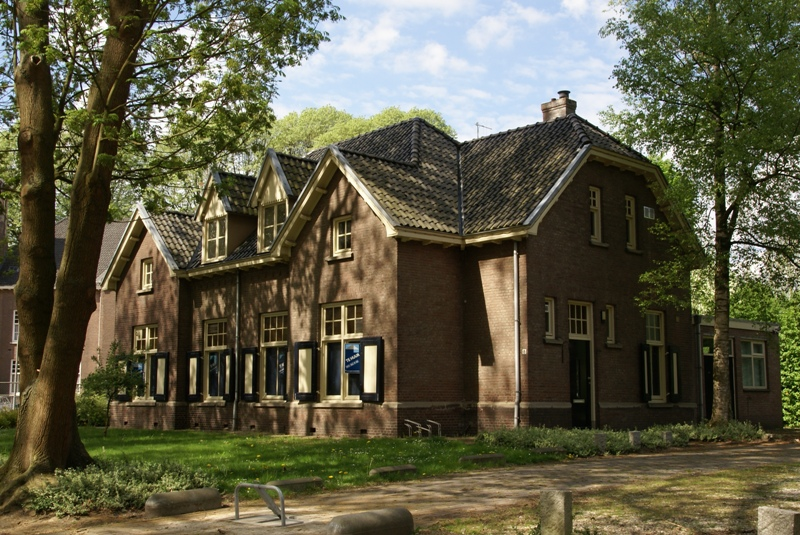
Hubertuslaan 8

### Gemeentelijke monumenten

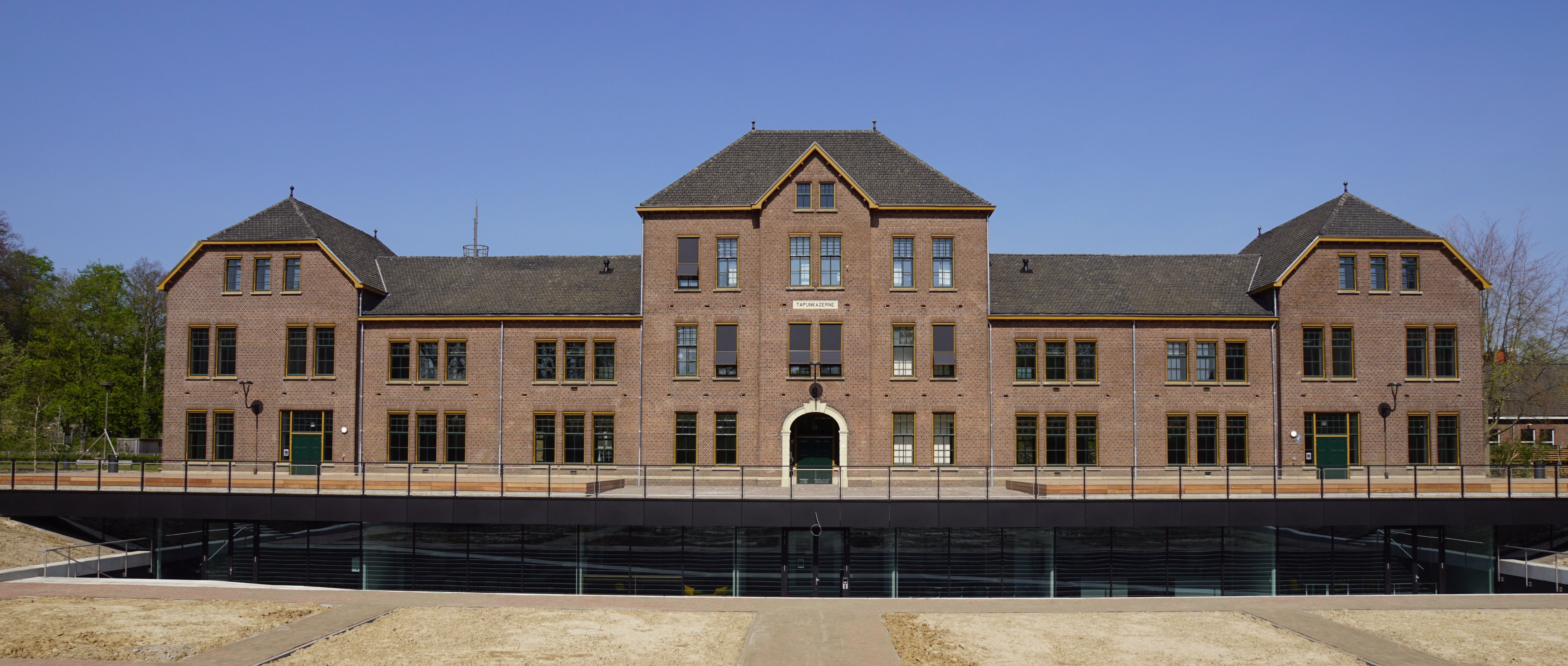
Hoofdgebouw na verbouwing in 2020

De hekwerken en pylonen die het kazerneterrein omheinen en het schildwachthuisje bij de toegang nabij het wachthuis zijn opgenomen in de gemeentelijke monumentenlijst. Datzelfde is het geval met het hoofdgebouw aan de Prins Bisschopsingel, bestaande uit een U-vormig complex rondom een rechthoekig plein, de voormalige exercitieplaats. De vorm van dit gebouwencomplex doet enigszins denken aan het corps de logis van een buitenplaats. In de drie paviljoens waren instructielokalen en logementen ondergebracht. Bij de verbouwing tot universiteitsgebouw zijn de drie losstaande bouwdelen met elkaar verbonden. Tussen dit complex en het wachthuis ligt een gebouw uit 1919 met een eetzaal ("mess") voor officieren en kantines voor onderofficieren en manschappen, later bibliotheek. Westelijk hiervan ligt een voormalig latrinegebouwtje uit 1919, dat omstreeks 2018 is opgeknapt. Aan de zuidzijde hiervan liggen twee hardstenen trappen van elk vier treden, die afkomstig zijn van de cordonlijsten die op de bovenrand van de vestingmuur hebben gelegen. Aan de noordwestzijde van het terrein ligt de nieuwe manschappenkantine, een laag gebouw met twee vleugels, ontworpen door architect P. de Ruiter en voltooid in 1955. Van dezelfde architect is het les- en legeringsgebouw uit 1953, aan de noordoostzijde van het terrein. Beide gebouwen hebben een betonskelet, ingevuld met gele baksteen, kenmerkende schaaldaken en serre-achtige aanbouwen.

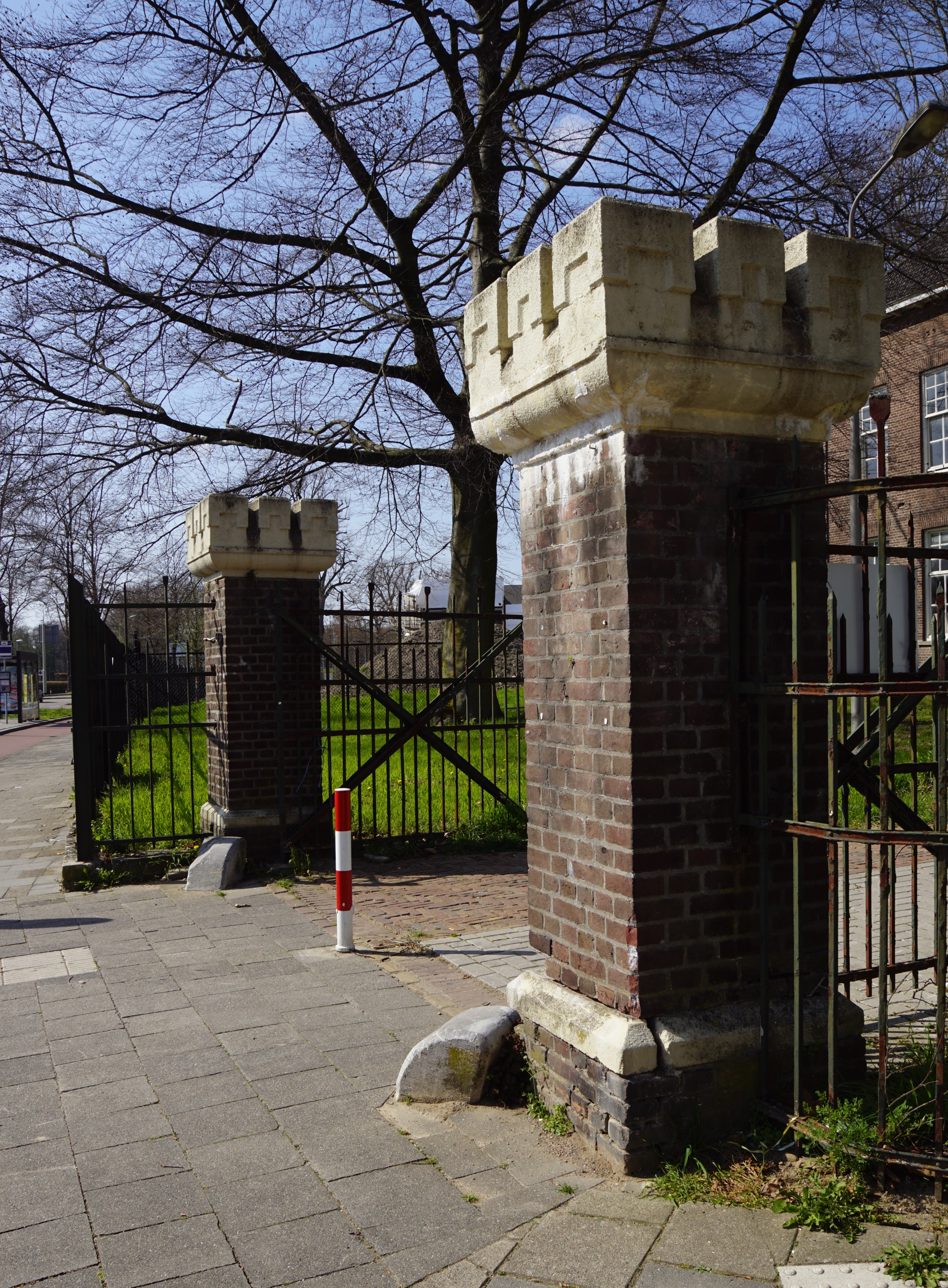
Pylonen bij de ingang
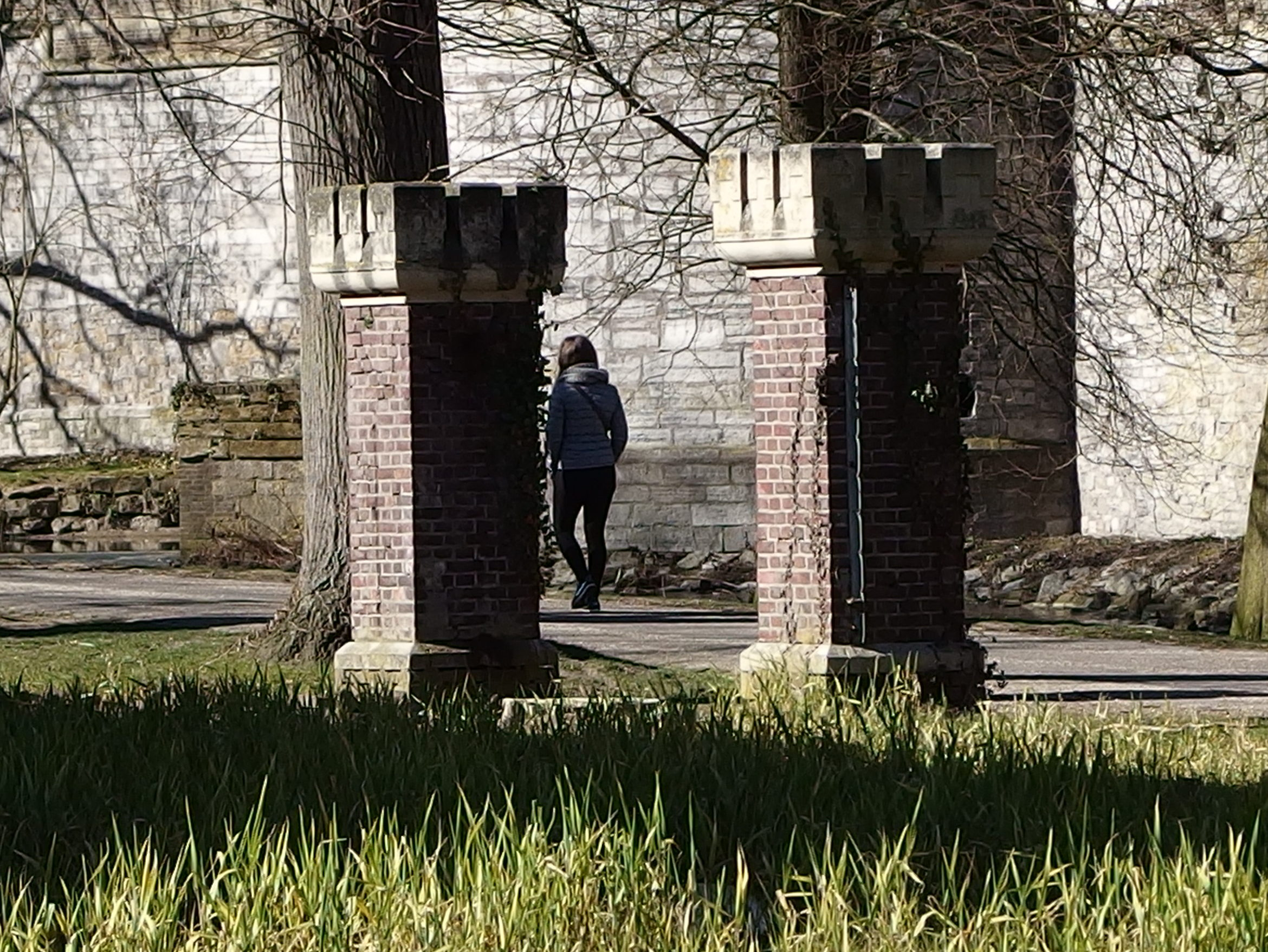
Pylonen bij de stadsmuur
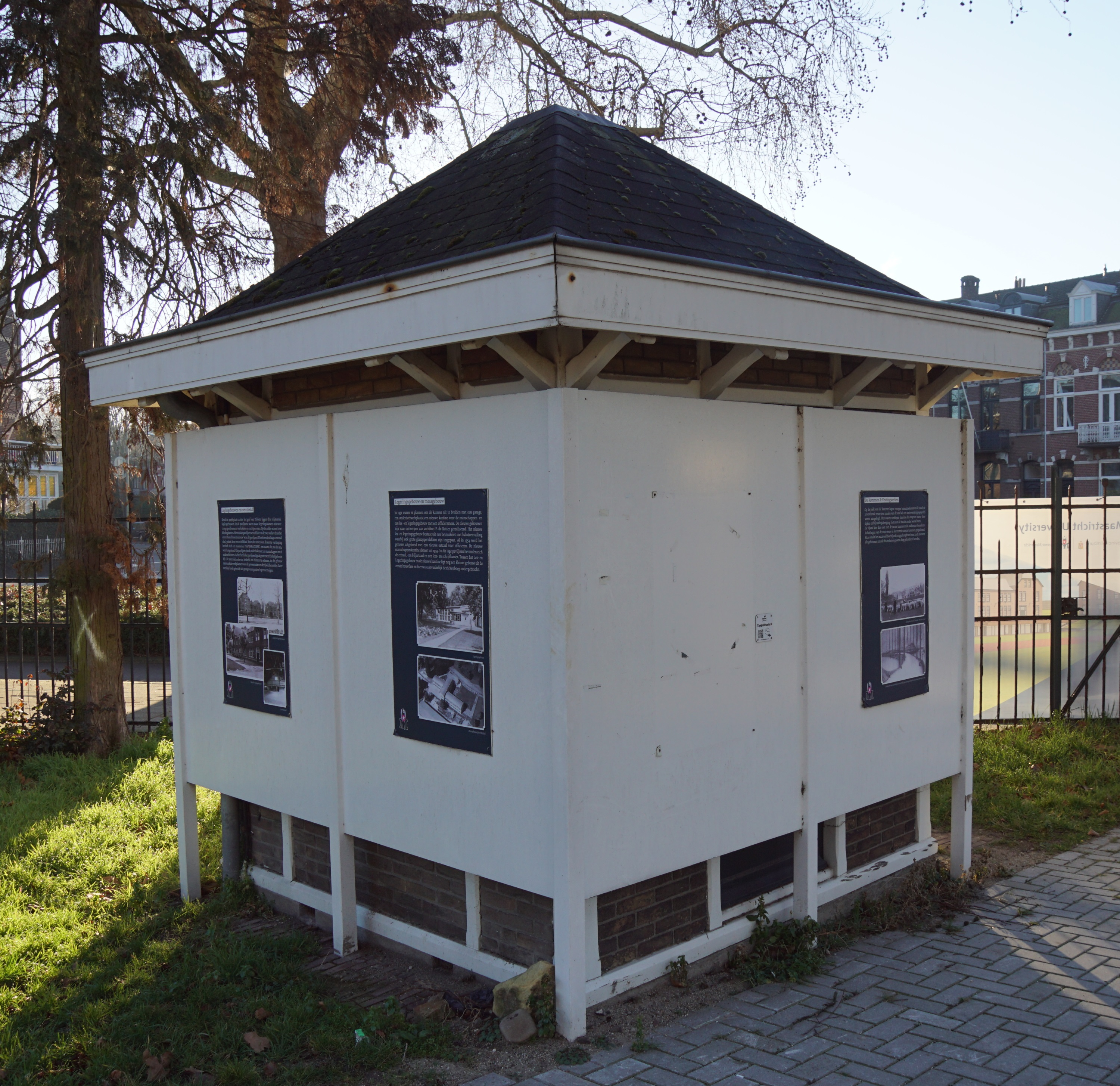
Schildwachthuisje
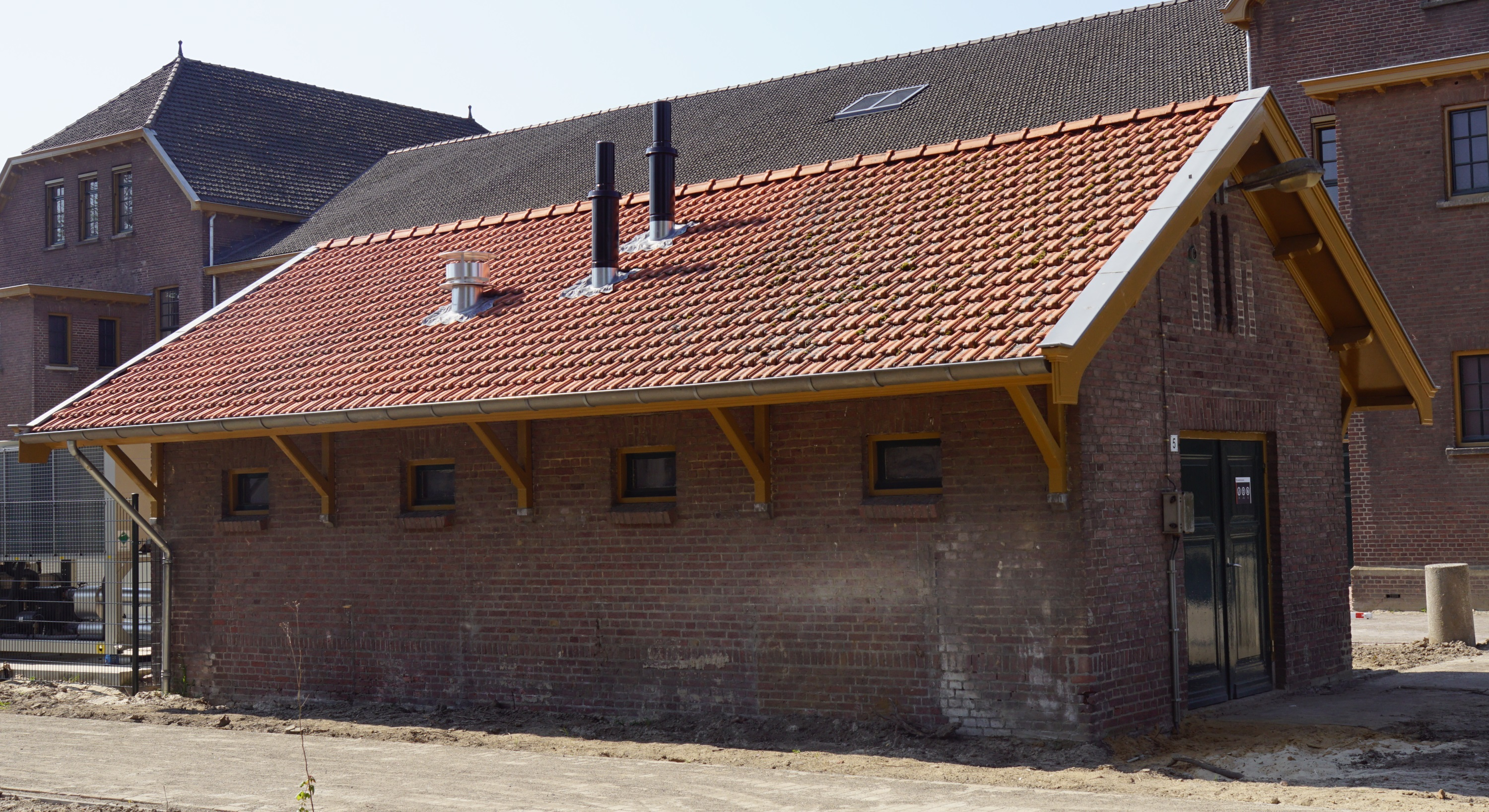
Latrinegebouwtje
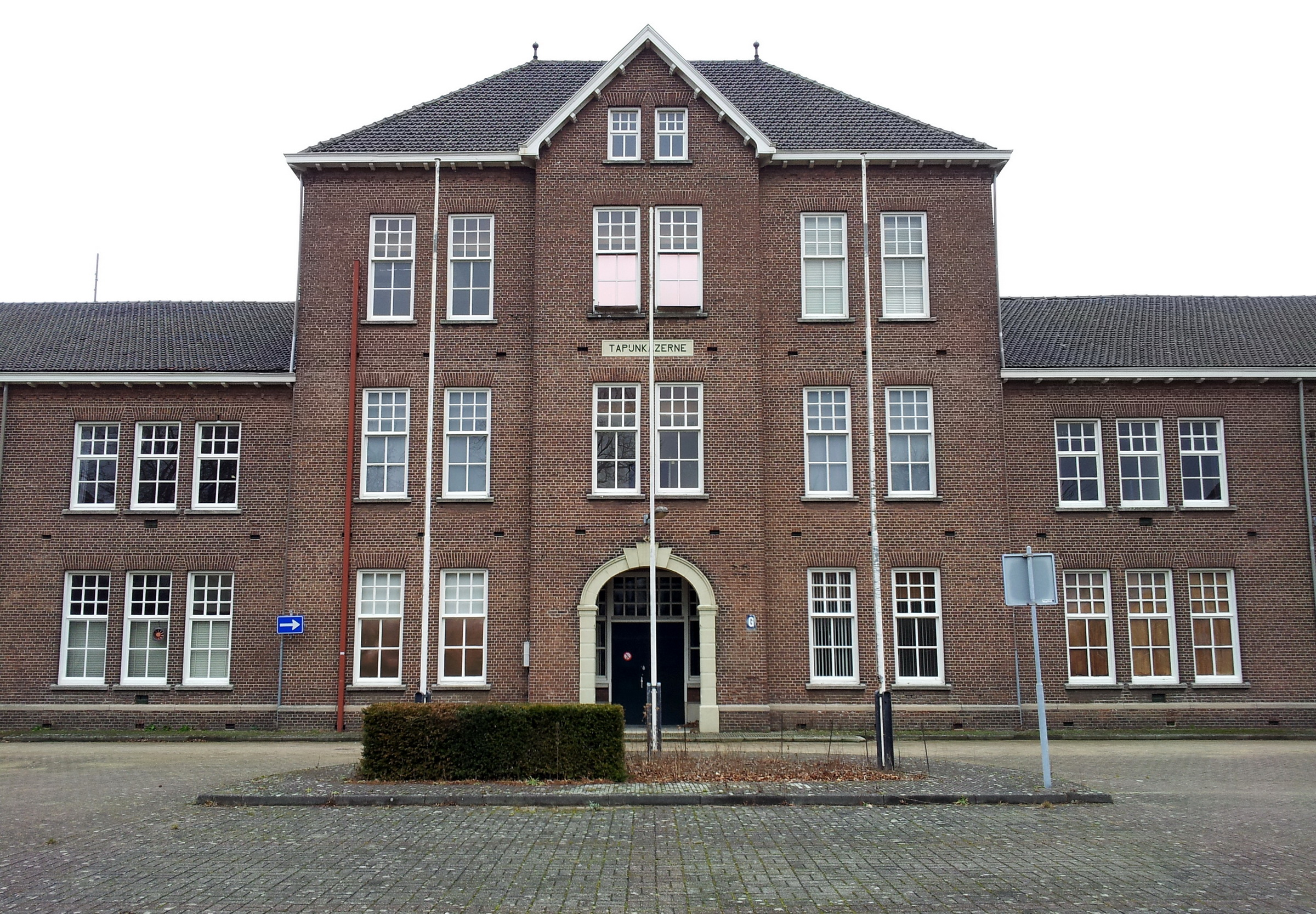
Hoofdgebouw in 2015
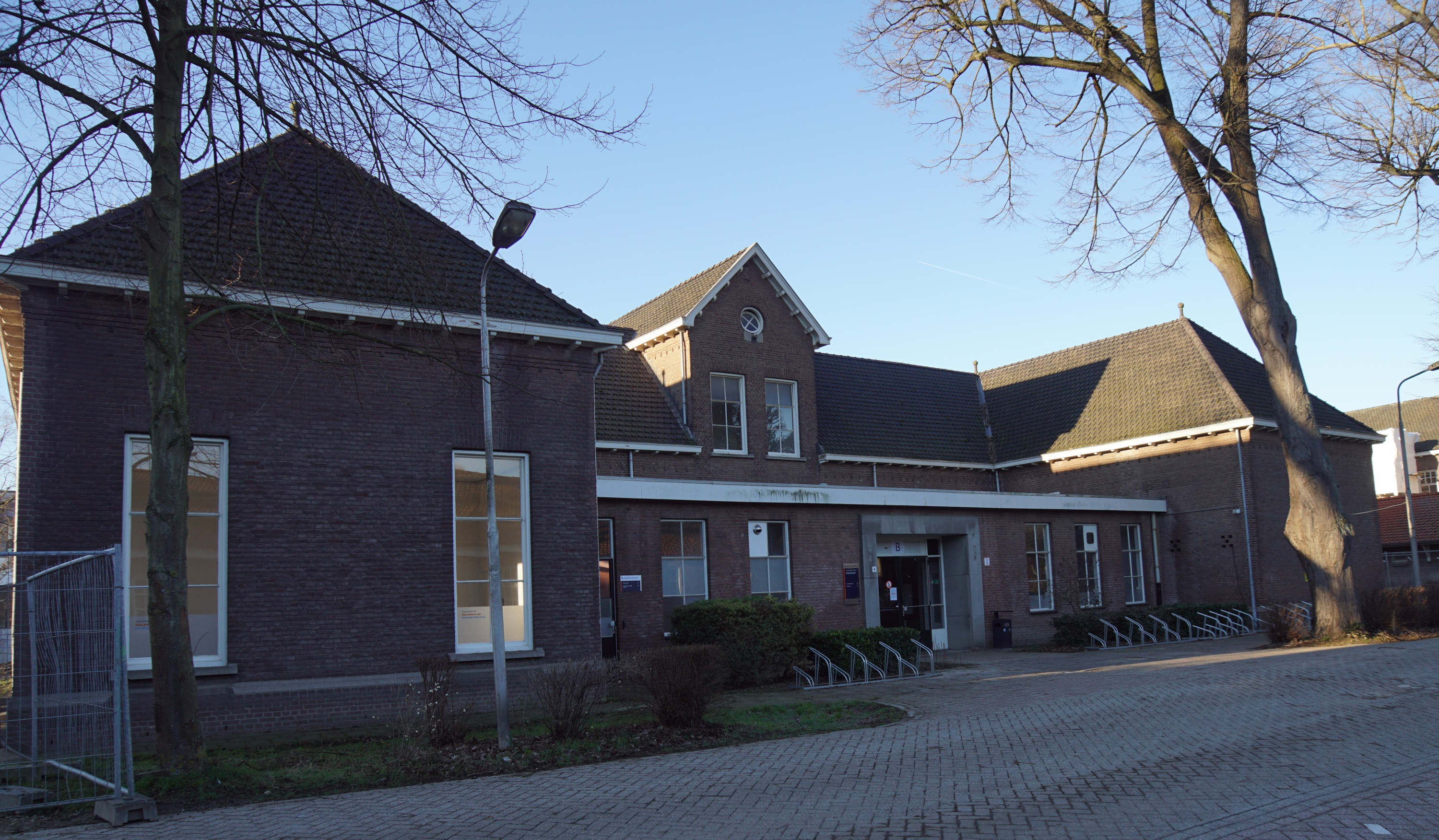
Oude kantine
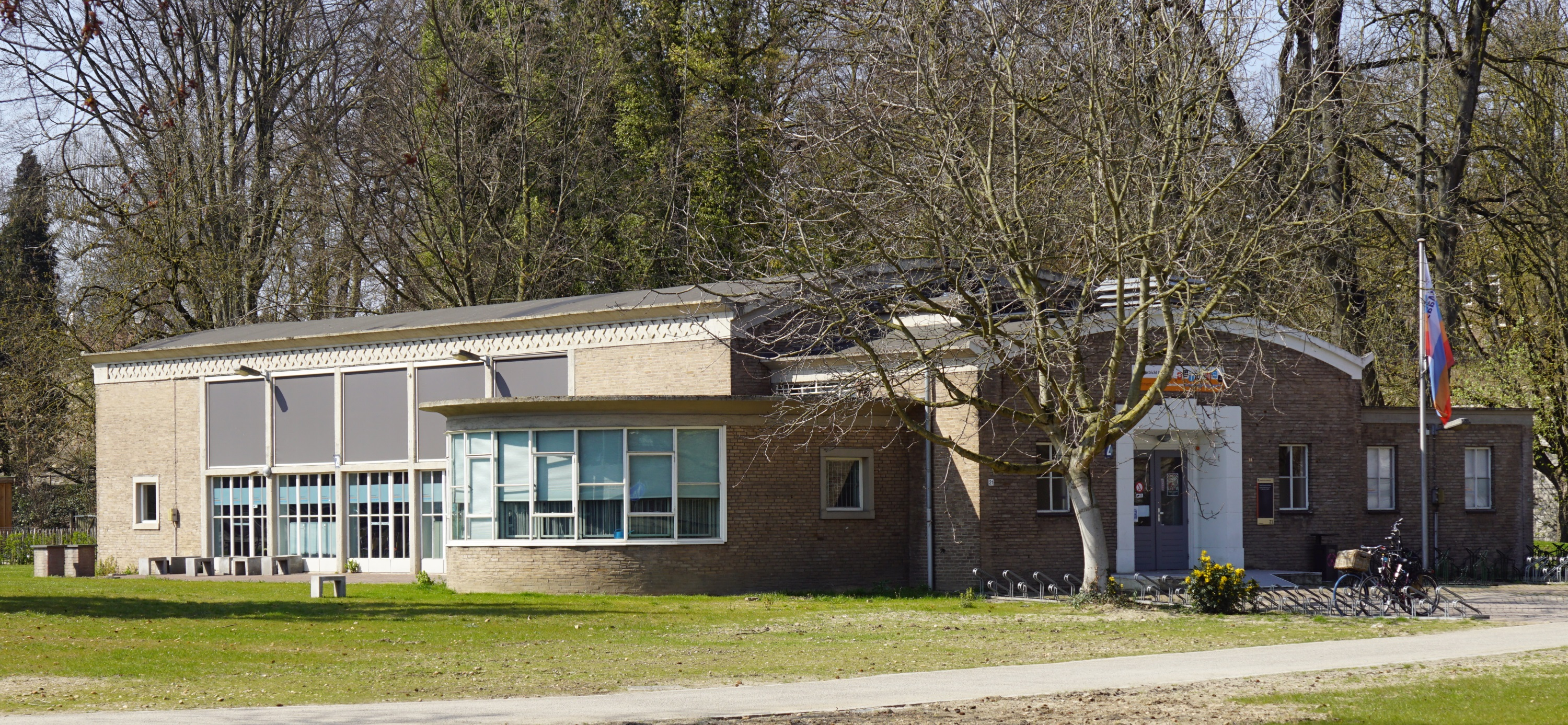
Nieuwe manschappenkantine
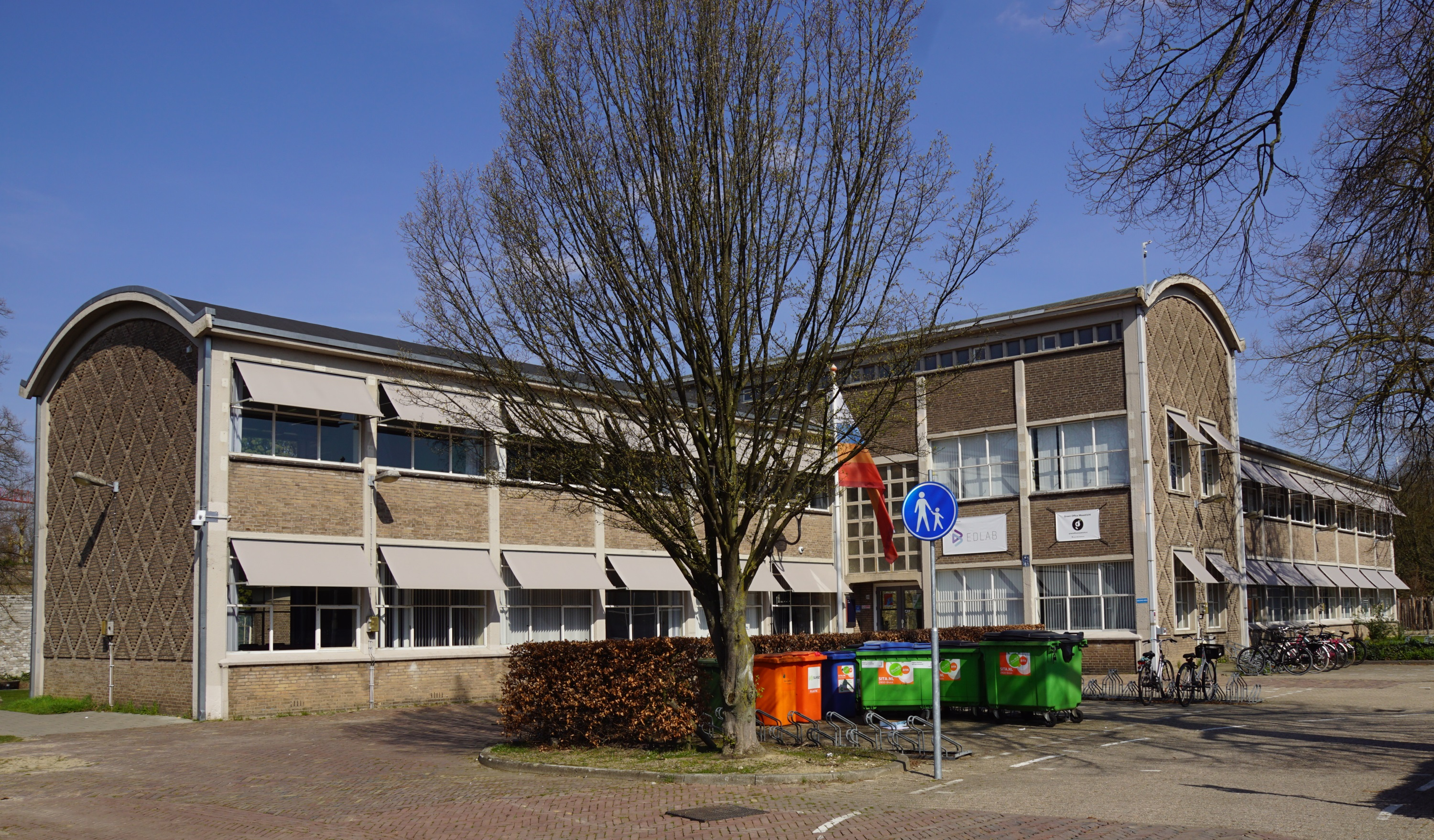
Les- en legeringsgebouw

### Niet-monumentale gebouwen

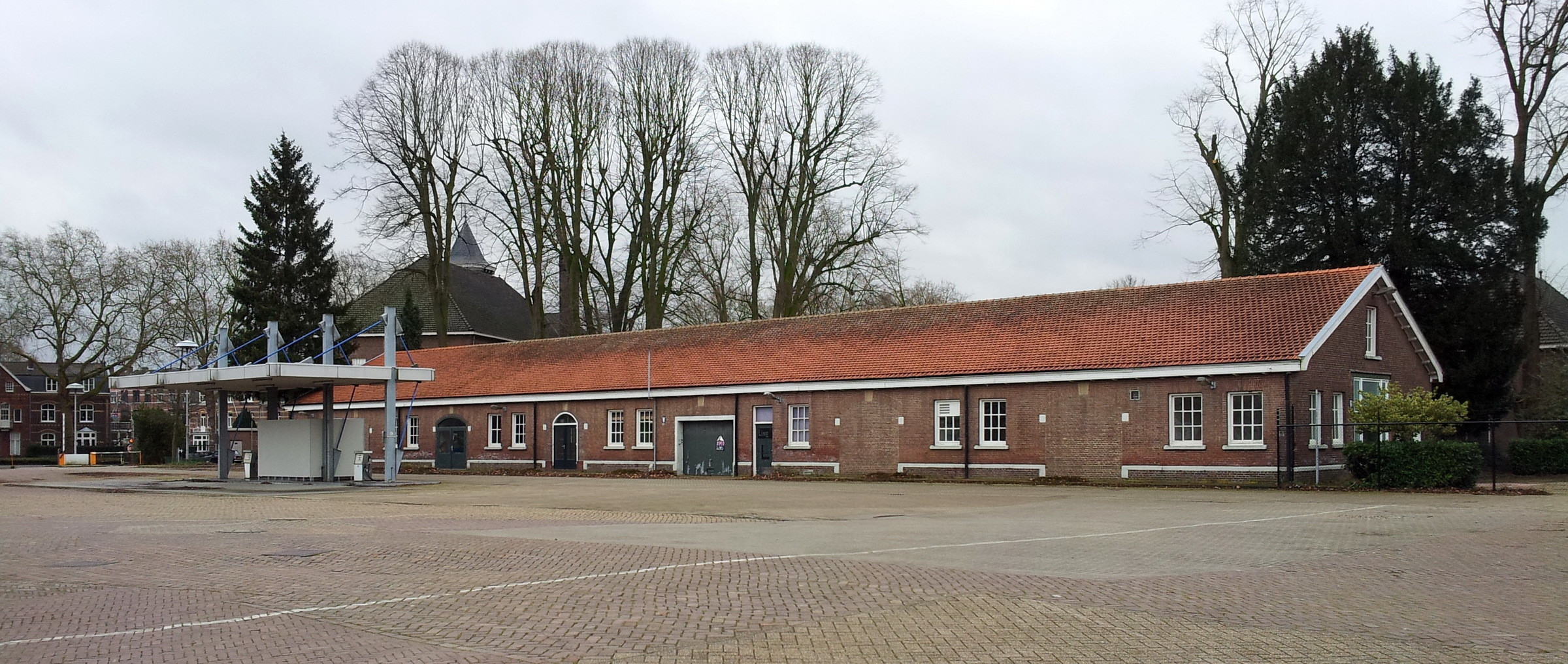
Loods V en tankstation

Een aantal bouwwerken op het terrein van de Tapijnkazerne, met name de gebouwen in het middendeel die geen monumenten zijn, zullen in de vigerende plannen verdwijnen. Hier liggen onder andere enkele loodsen en een tankstation uit de jaren 1950. Onder de Prins Bisschopsingel loopt een smalle, niet openbaar toegankelijke voetgangerstunnel. De tunnel, die op 19 december 1966 in gebruik gesteld werd, verbindt het kazerneterrein met het sportterrein aan de overzijde van de drukke singelweg. Bij werkzaamheden in 2019 werd de resten van twee schuilkelders ontdekt, die dateren uit de stichtingstijd van de kazerne en slechts korte tijd in gebruik zijn geweest. Op het terrein is tevens een naoorlogse bunker aanwezig, die als monument van de koude oorlog mogelijk bewaard zal blijven.

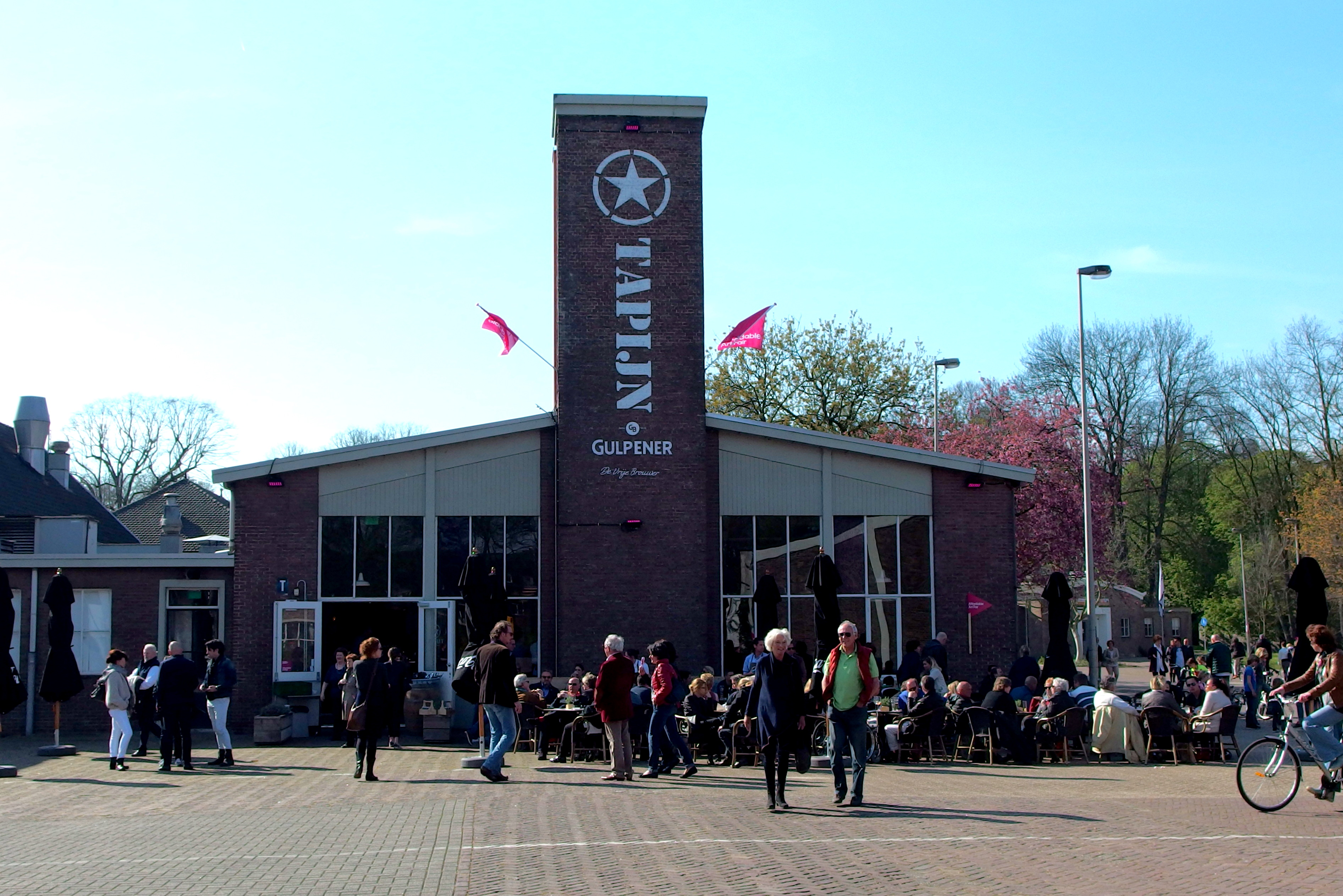
Gebouw T, tijdelijk café-restaurant
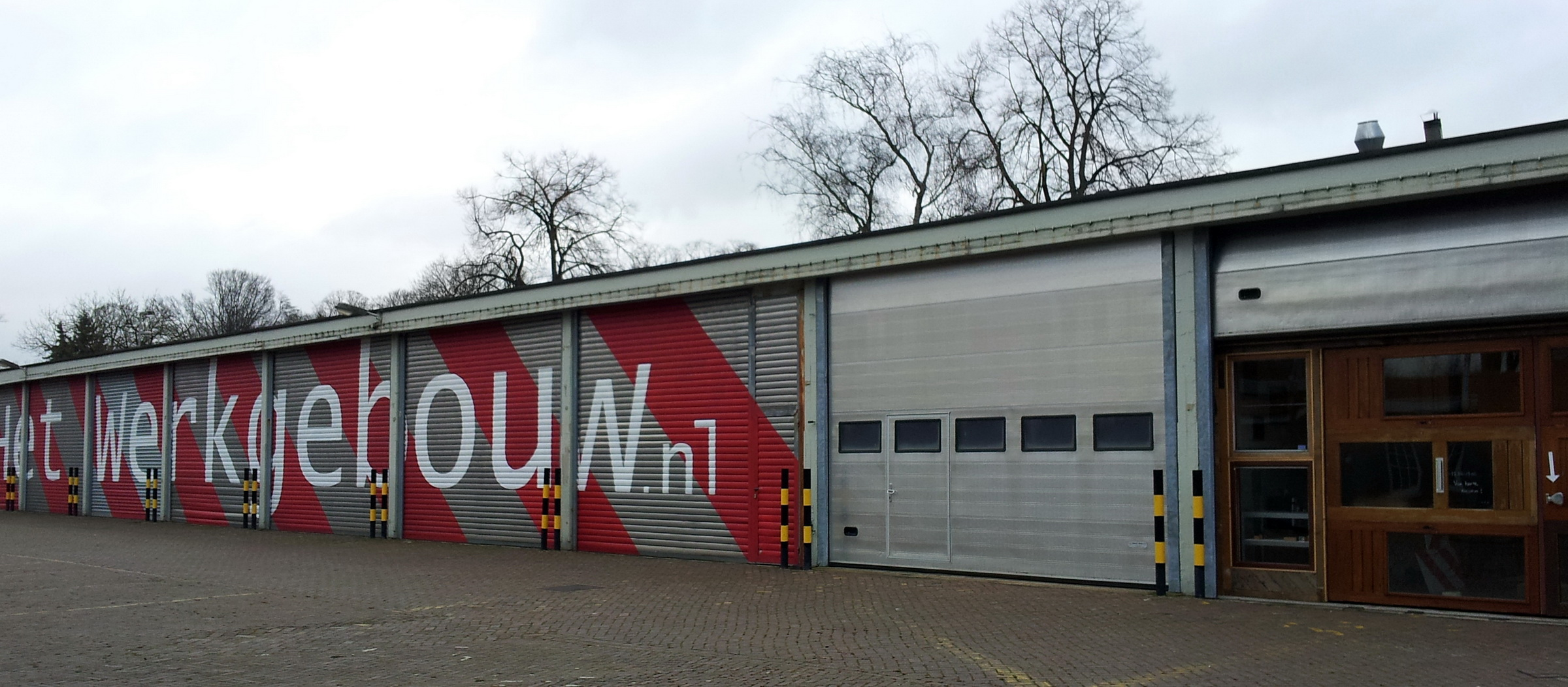
Loods W, tijdelijk WerkGebouw
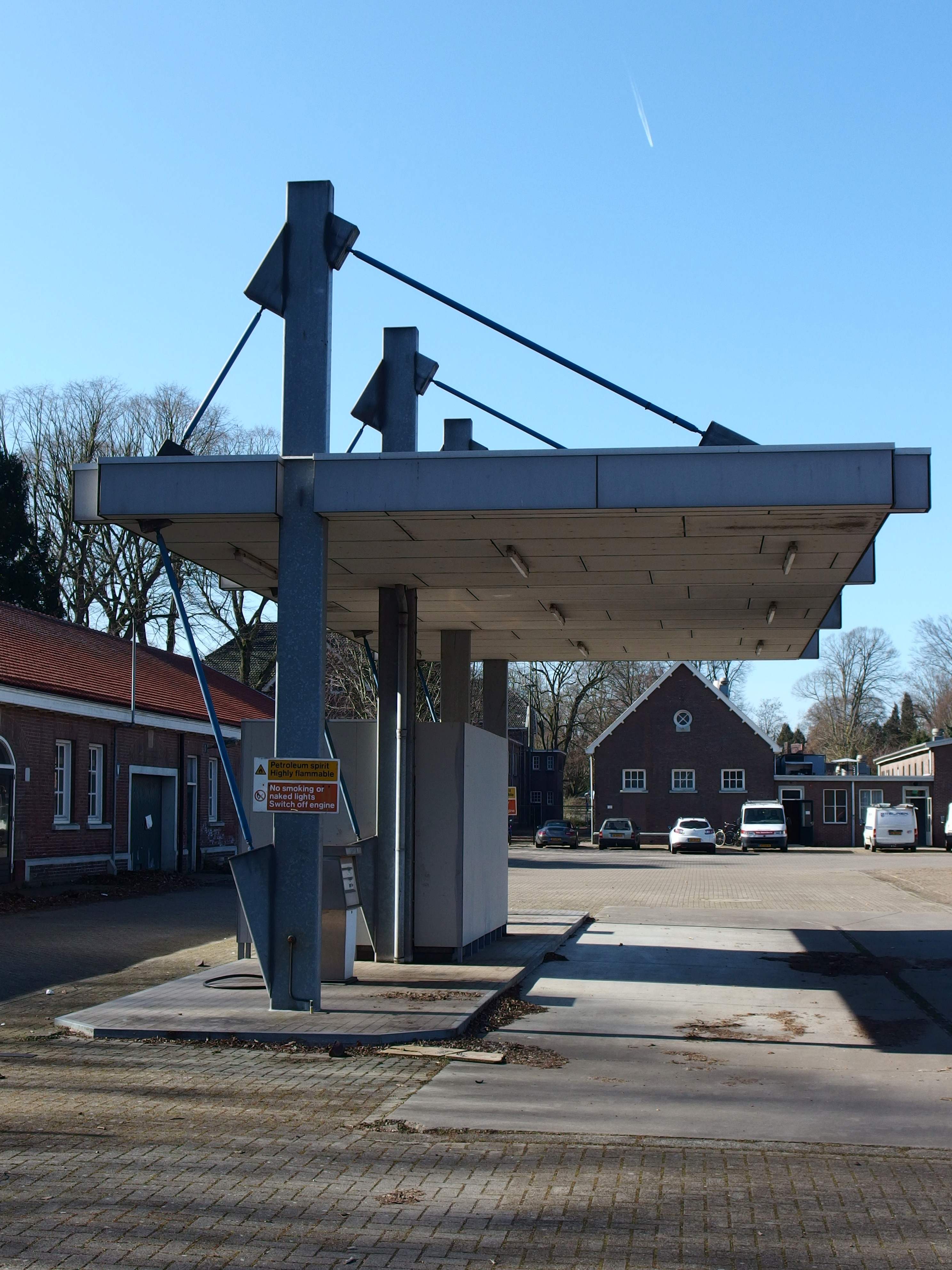
Tankstation
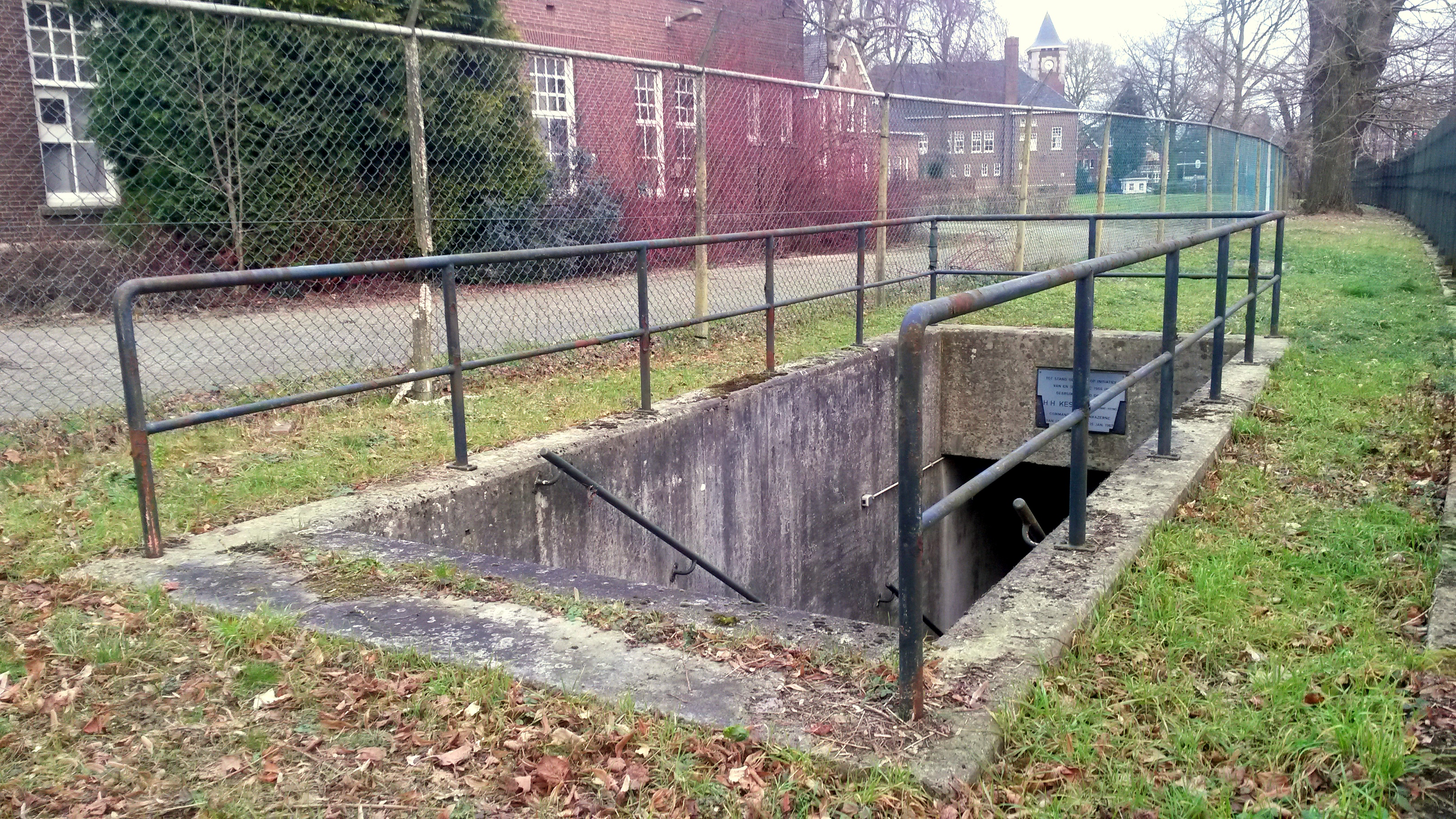
Ingang tunnel onder Prins Bisschopsingel

### Cenotaaf Dibbets

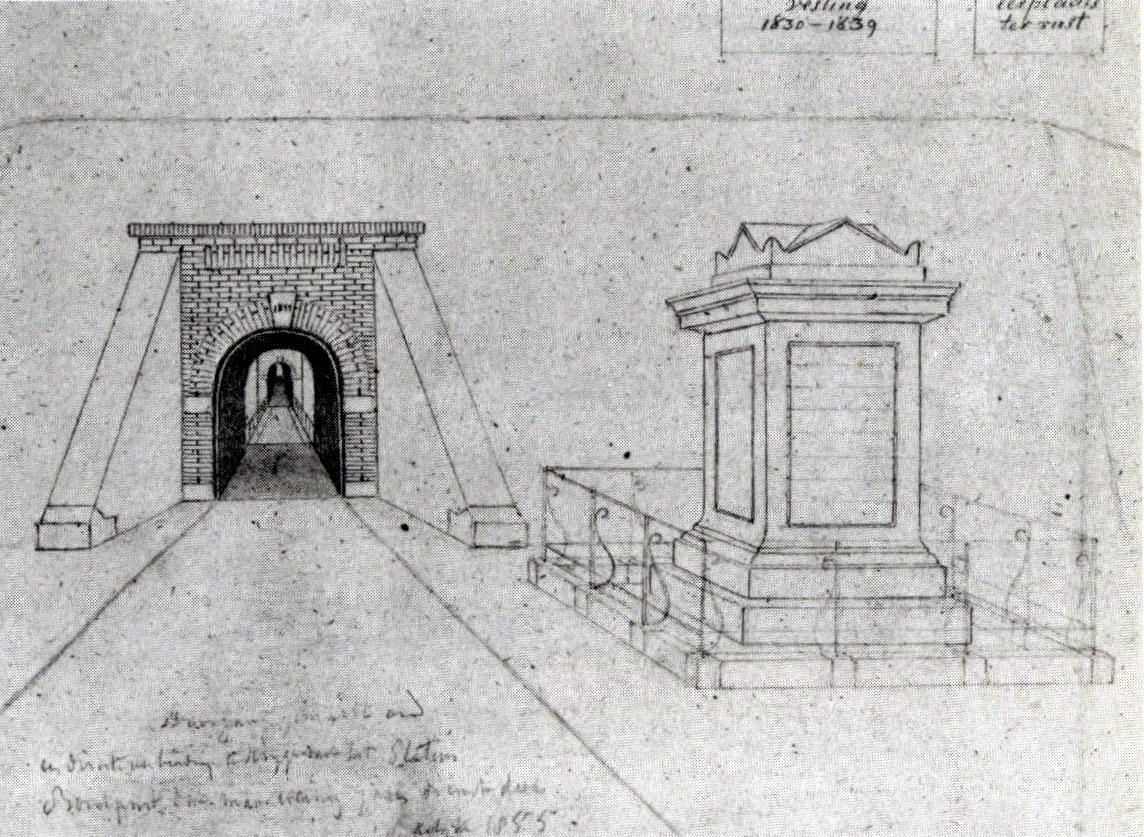
De cenotaaf bij de Boschpoort, 1857

Op het voorterrein van het hoofdgebouw aan de Prins Bisschopsingel staat de cenotaaf voor generaal Bernardus Johannes Cornelis Dibbets (1782-1839), van 1832 tot 1839 opperste bevelhebber van de vesting Maastricht. De bij sommige Maastrichtenaren zeer gehate generaal, die verantwoordelijk werd gehouden voor de Blokkade van Maastricht (1830-1833) en de daaruit voortvloeiende aansluiting van Maastricht en Nederlands-Limburg bij het Koninkrijk der Nederlanden, had in 1841 een eervolle laatste rustplaats gekregen op een bastion voor de Boschpoort in de Nieuwe Bossche Fronten, dat daarna Bastion Dibbets werd genoemd.
Het grafmonument is in 1840 of 1841 door de beeldhouwer Le Compte vervaardigd, waarschijnlijk in opdracht van koning Willem I. Het monument uit zwarte ijzerplaat is 250 cm hoog, 140 cm breed, op een 40 cm hoog bordes van hardsteen en met een smeedijzeren hek omgeven. Op de voorzijde staat de tekst: Luitenant-generaal baron Dibbets, opperbevelhebber dezer vesting 1830-1839; aan de achterzijde: Overleden de 29ste maart 1839 in de ouderdom van 56 jaar; op de rechterzijde: Hulde van echtgenote en kinderen; op de linkerzijde: De koning schonk hem deze eereplaats ter rust.
Waarschijnlijk was het monument oorspronkelijk een grafmonument, opgericht boven het daadwerkelijke graf van Dibbets. De tekst wijst hierop en in 1873 zou bij de sloop van het bastion de kist nog zijn aangetroffen. In 1927 werd het monument vanwege de uitbreiding van diverse industrieën in dit deel van de stad verplaatst naar de Tapijnkazerne. Daarbij werd het graf van Dibbets niet aangetroffen. Het huidige monument is daarom een cenotaaf, een grafloos monument.

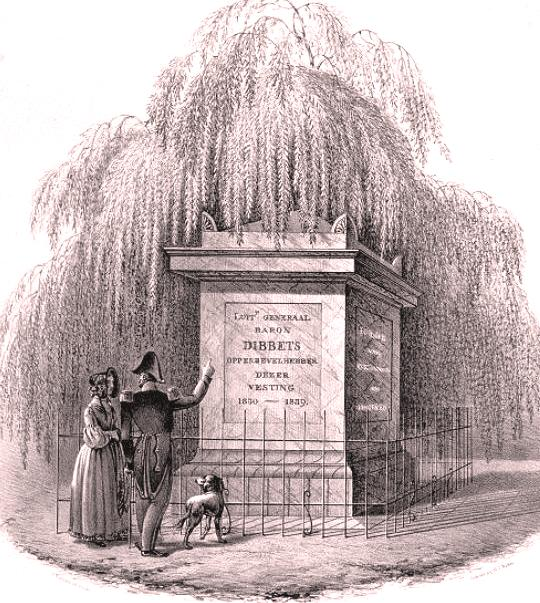
De cenotaaf in 1845
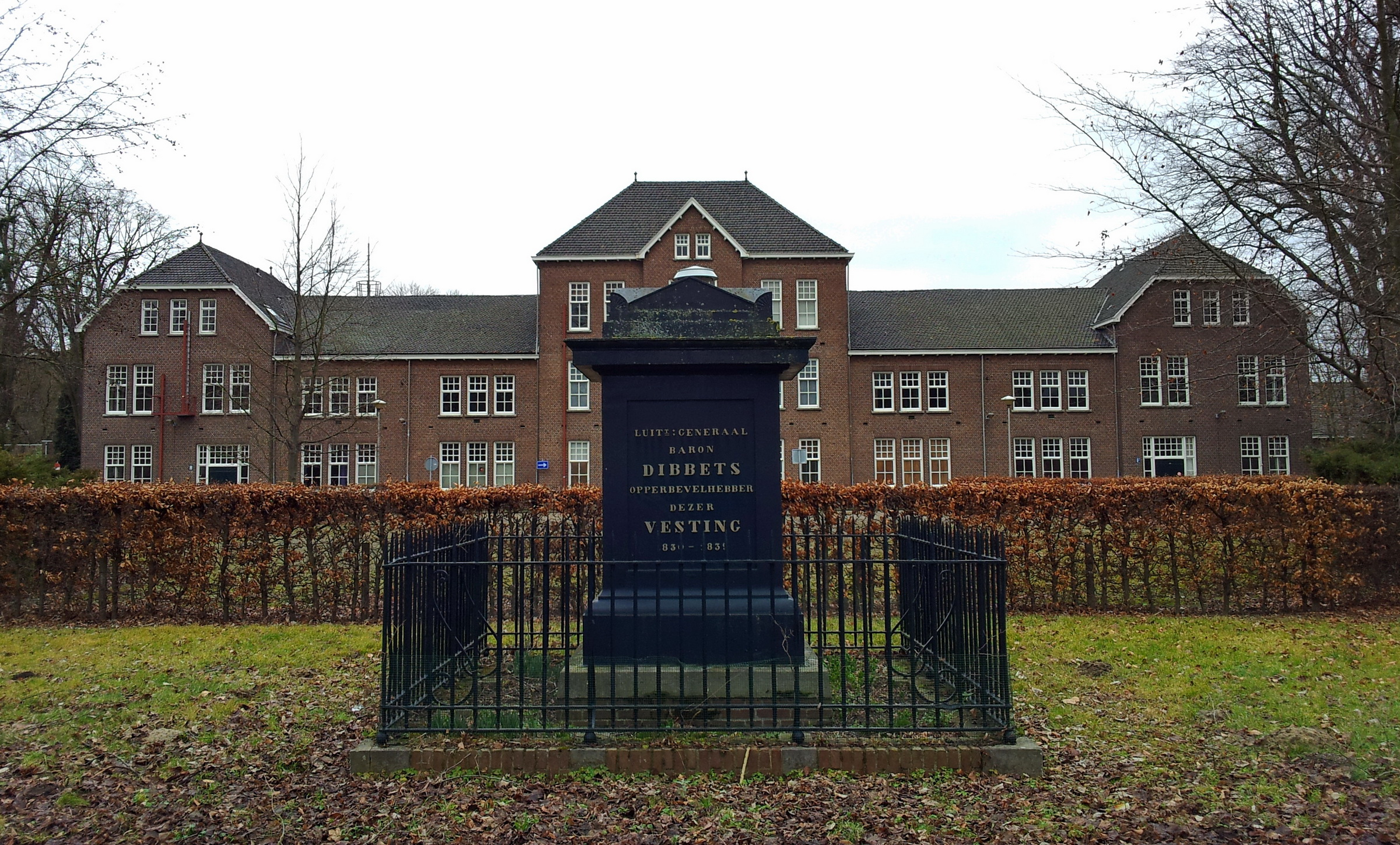
Vanuit het zuiden
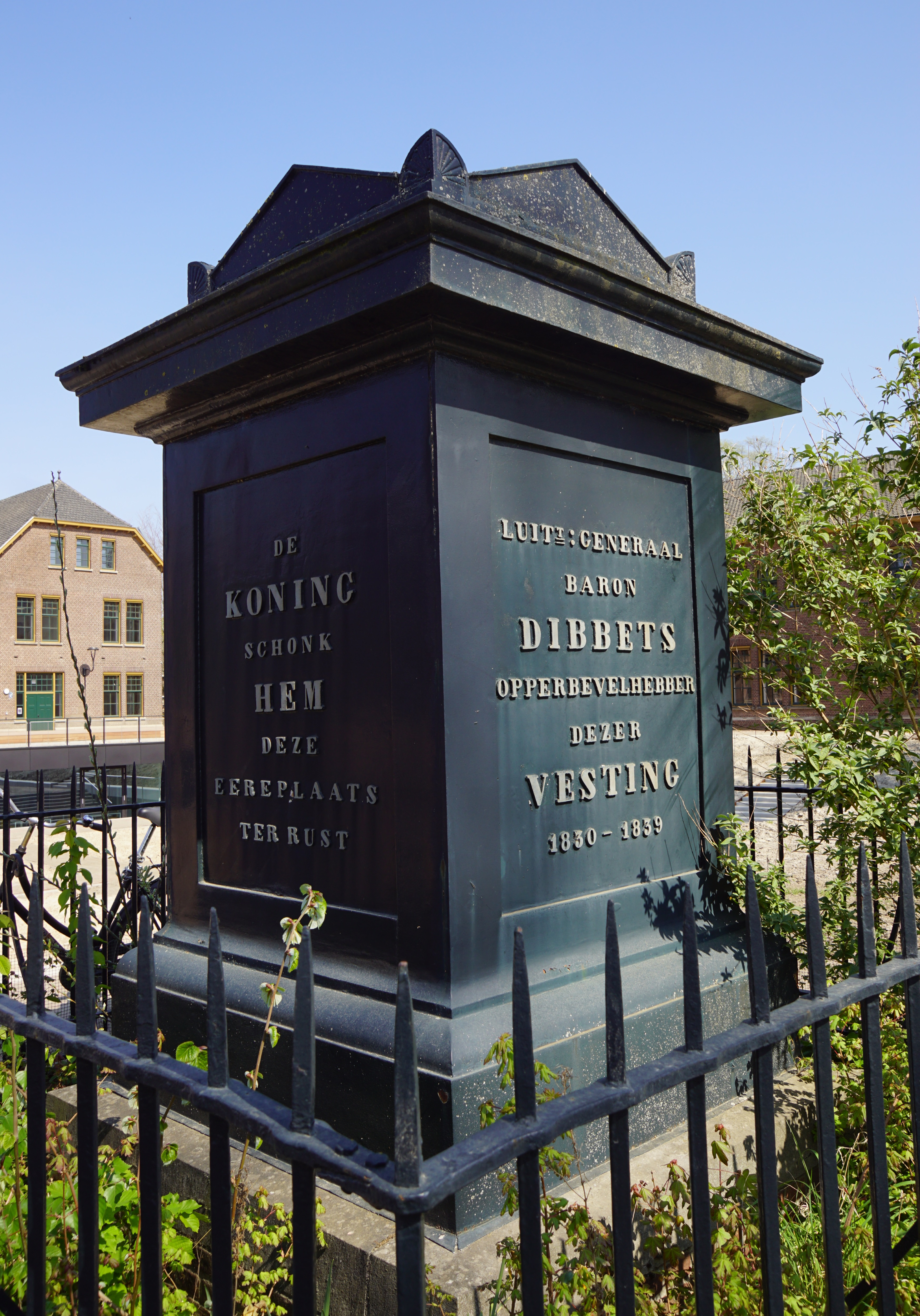
Vanuit het zuidoosten
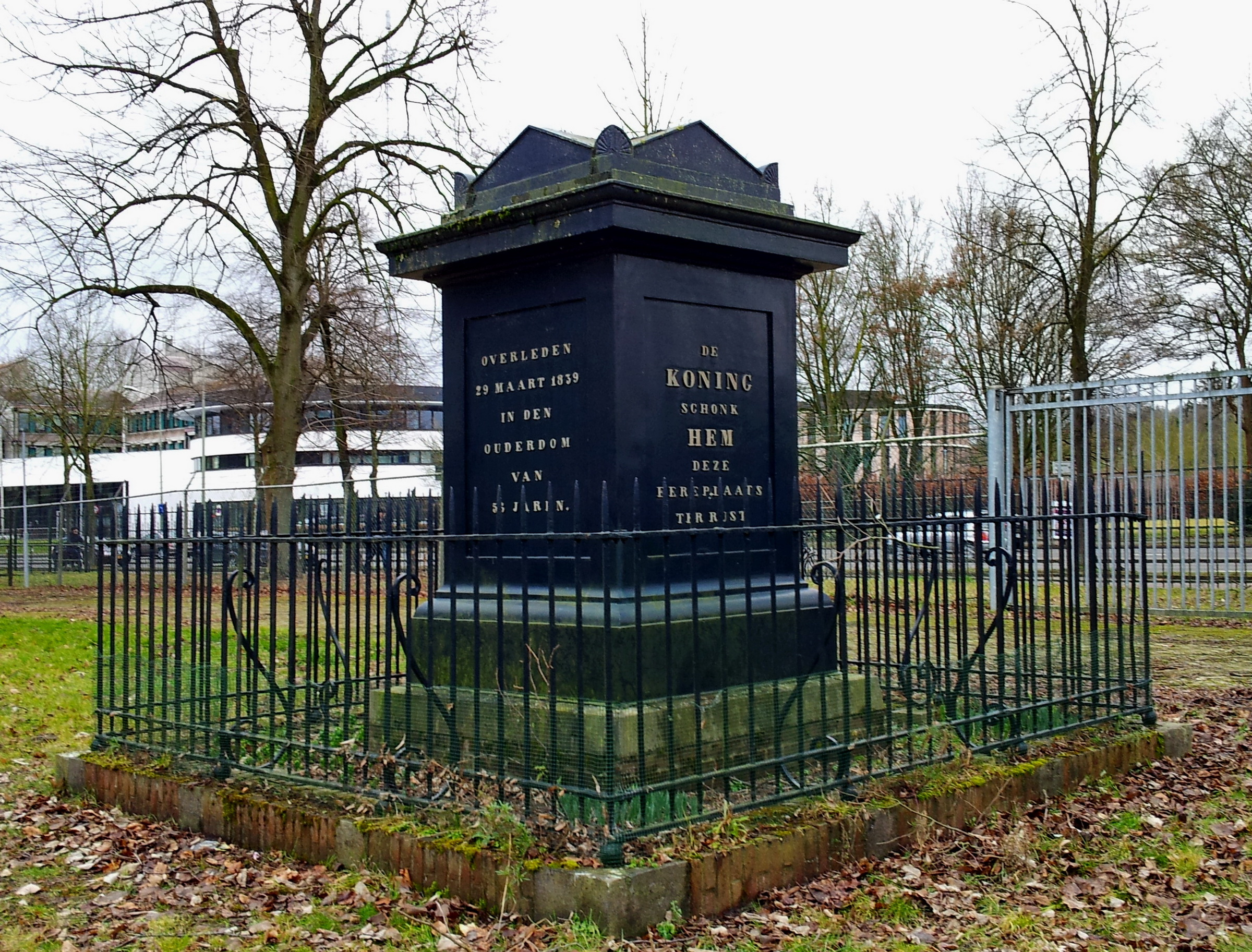
Vanuit het noordwesten

## Kaart
De gebouwen met hun letteraanduiding (of huisnummer aan de Sint Hubertuslaan) op de kaart aangeduid.

## Trivia
- In 1954 werd in de kazerne een verbod uitgevaardigd om Limburgs te spreken "in aanwezigheid van personen die dit dialect niet verstaan c.q. spreken".[36]